# Ludovic Sforza
Pour les autres membres de la famille, voir Famille Sforza.
Ludovic Marie Sforza dit le More (en italien Ludovico Maria Sforza  detto il Moro), né le 3 août 1452 à Milan) et mort le 27 mai 1508 à Loches en France. « Arbitre d’Italie », selon l’expression utilisée par Guichardin, il fut duc de Bari à partir de 1479, régent du duché de Milan de 1480 à 1494, enfin duc lui-même de 1494 à 1500.
Sous sa régence le duché connaît une période de tranquillité extérieure, sans aucun conflit, et Ludovic s'investit dans un mécénat actif en invitant à la cour ducale nombre d'artistes de renom tels que, par exemple, Léonard de Vinci à qui il demande de peindre La Cène pour le couvent dominicain de Santa Maria delle Grazie.

## Biographie

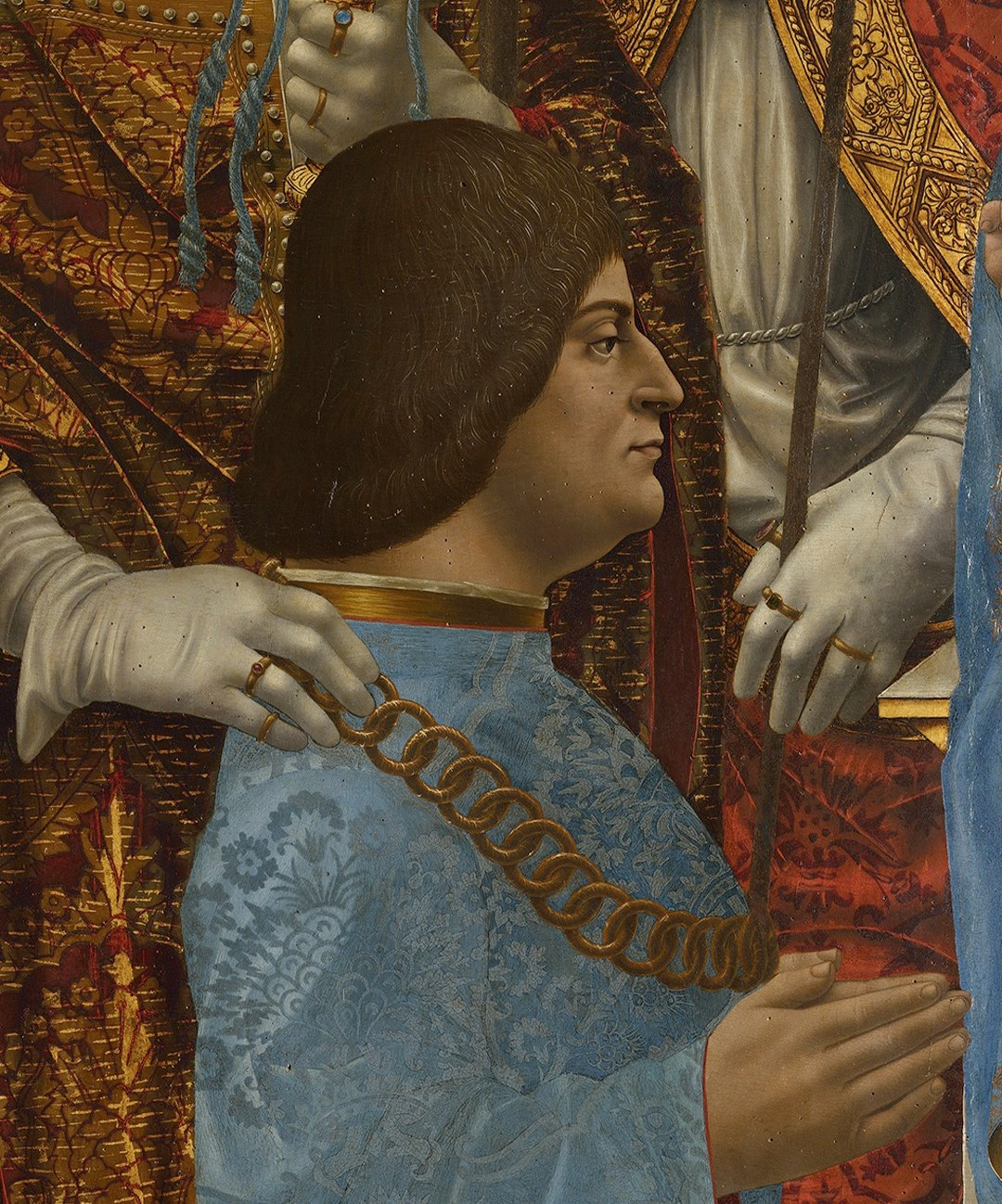
Ludovic le More, détail de Pala Sforzesca, 1494-1495, pinacothèque de Brera, Milan

Ludovic est le quatrième fils du duc Francesco Sforza (1401-1466) et de Blanche Marie Visconti (1425-1468), elle-même fille illégitime de Philippe Marie Visconti (1392-1447) , dernier duc viscontien de Milan, et d'Agnès du Maine. Parmi les fils de François Sforza, il est celui qui reçoit certainement la meilleure éducation et est le favori de sa mère. Ludovic a passé son enfance, avec ses frères et sœurs, dans le Château Visconti de Pavie.
Son frère aîné, Galéas Marie, qui avait succédé à leur père en 1466, méfiant de ses frères, le traite avec froideur. Il meurt assassiné en 1476. Son fils devient le duc Jean Galéas II à l'âge de sept ans et la mère de celui-ci, Bonne de Savoie, assume la régence.

### L'homme de guerre
Les premiers faits d'armes de Ludovic ont lieu en mars-avril 1477, lorsqu'il part avec son frère Octavien (1458-1477), comte de Lugano, réprimer avec succès une insurrection de la cité de Gênes, à l'époque sous la férule de Milan.

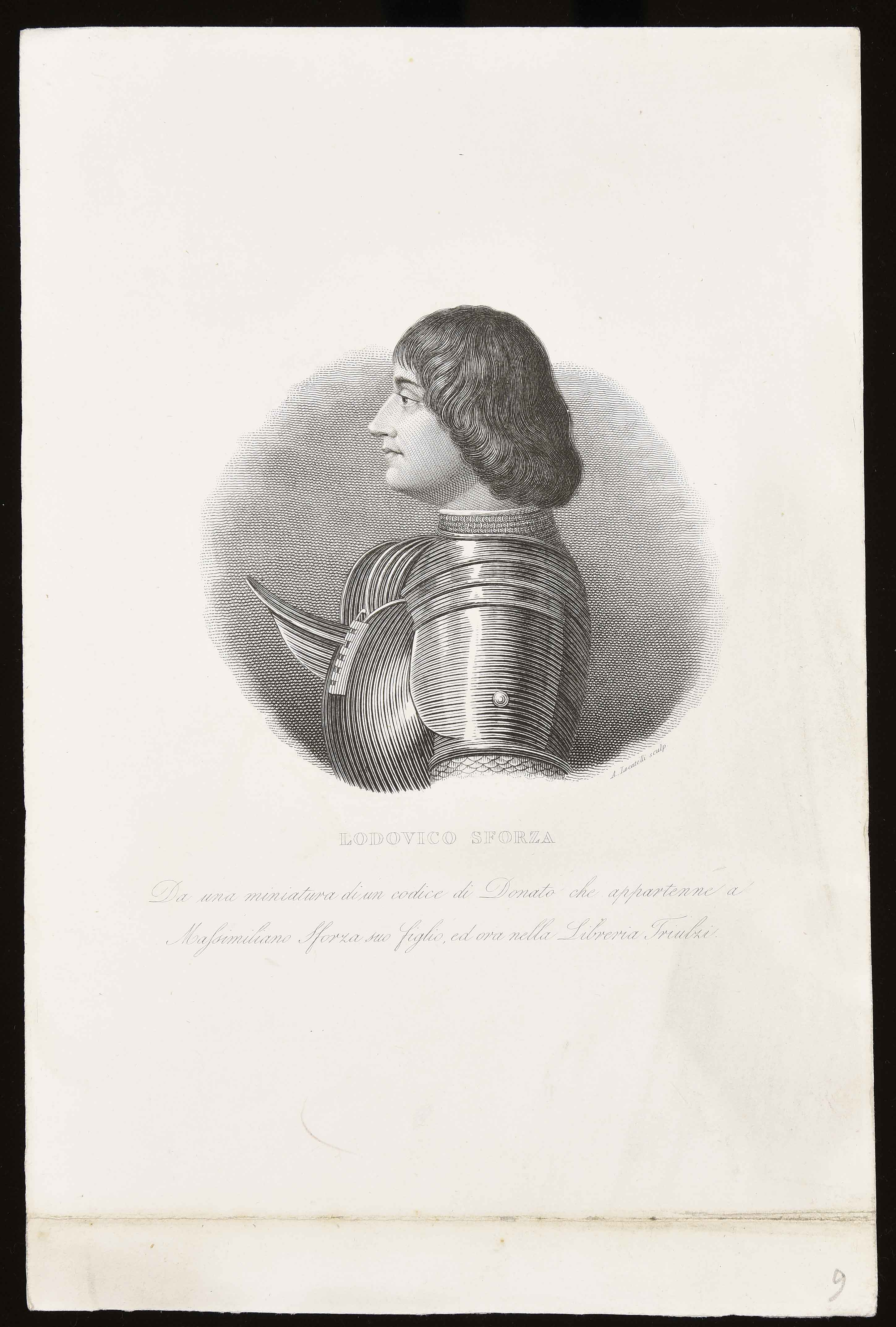
Chalcographie en italien Iconographie d’hommes et de femmes célèbres : Ludovic le More, par Antonio Locatelli, 1837.

Au retour, les deux frères cherchent, avec l'aide de Roberto Sanseverino, de Donato del Conte et d'Obietto Fieschi, à éliminer Francesco (« Cicco ») Simonetta, l'homme de confiance de la duchesse régente. L'aventure tourne au conflit entre guelfes et gibelins avec l'incarcération de Donato del Conte. Deux autres frères de Ludovic, Sforza Maria, duc de Bari, et Ascanio Sforza (cardinal de l'Église catholique romaine), viennent grossir les rangs des troupes rebelles. Les forces de Bonne de Savoie ont cependant le dessus, Obietto Fieschi est également incarcéré et les autres s'enfuient. Dans l'affolement, Ottaviano se noie en traversant l'Adda à cheval. Les frères restants se retrouvent assignés à résidence puis jugés et exilés. Ludovic part pour Pise.

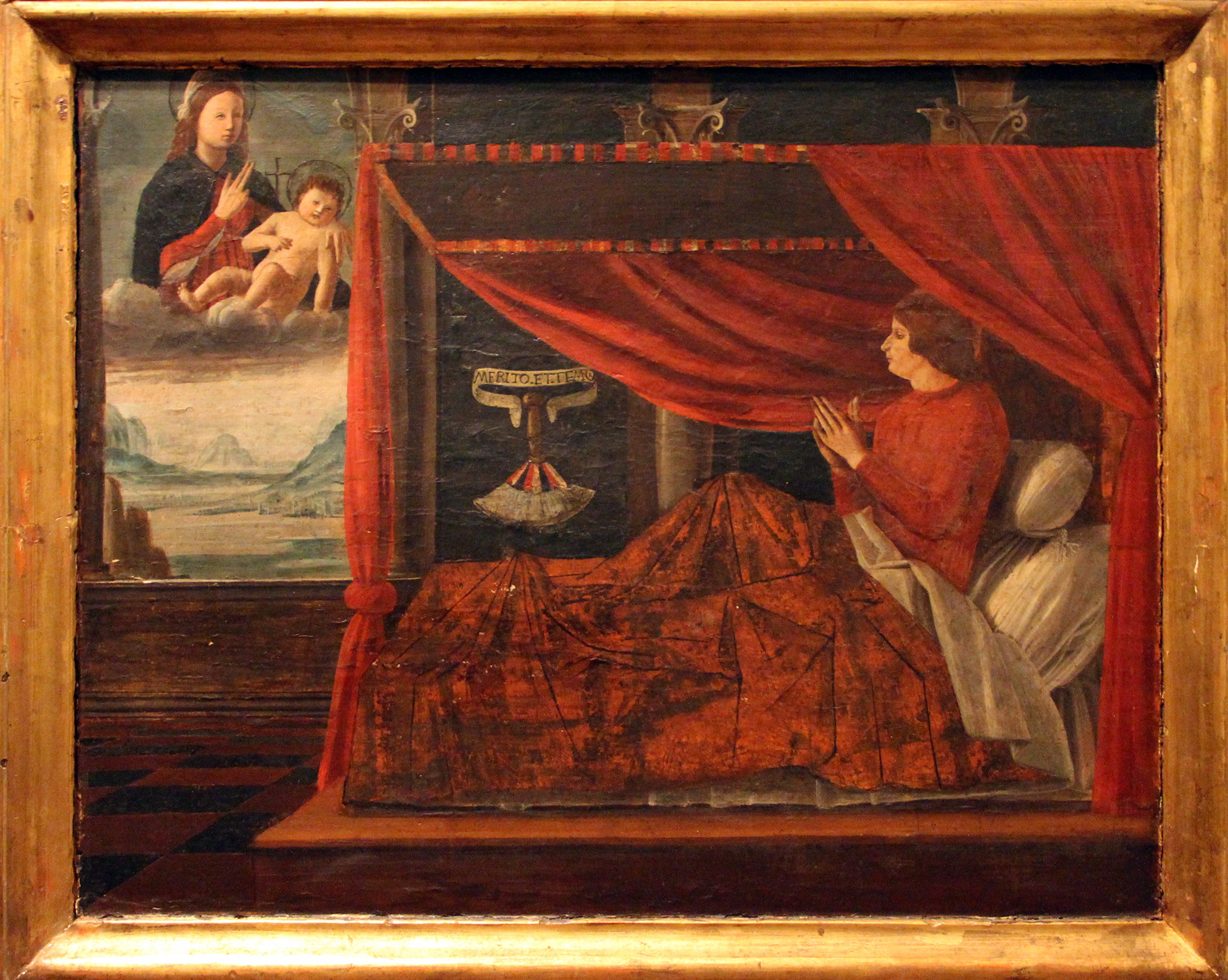
Ex voto à la Madone de Ludovico de retour d’une maladie.

Deux années plus tard, début 1479, Ludovic, Sforza Maria et Roberto Sanseverino sont devenus des hors-la-loi et effectuent des razzias en Toscane puis, en compagnie d'Obietto Fieschi, en pays génois. Les deux frères sont jugés rebelles et leur butin confisqué. Peu après, en juillet 1479, Sforza Maria meurt empoisonné et Ludovic assume le titre de duc de Bari.
Désormais, c'est avec une troupe de 8 000 hommes que se déplacent les trois brigands qui prennent Tortona en août 1479 et sèment la terreur dans la région d'Alexandrie au sud-est du duché.
À Milan, un groupe de notables gibelins, guidé par Pietro Pusterla, cherchent à faire la paix entre le gouvernement du duché et Ludovic. Cicco Simonetta appelle à son secours le duc de Ferrare Hercule Ier d'Este et le condottiere Jacques de Trivulce pour préserver le duché du More.

### La prise du pouvoir

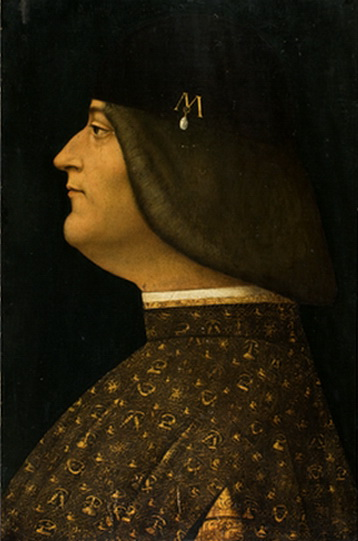
Portrait de Ludovic Sforza.

En cinq jours, du 7 au 11 septembre 1479, le More va réussir à s'emparer du pouvoir dans la cité ducale :
Le 7, avec l'aide d'Antonio Tassino, valet de chambre de Jean Galéas et ami de Bonne de Savoie, il entre en contact avec ces derniers et conclut un marché avec eux dont Cicco Simonetta fait les frais.
Le 8, malgré une tentative de rapprochement de Cicco Simonetta auprès de Ludovic, les notables gibelins, menés par Pietro Pusterla et bien décidés à éliminer définitivement Simonetta, décident de passer à l'action, tentent de rallier Roberto Sanseverino, le compagnon de Ludovic, informent Ludovic lui-même de leurs intentions et préviennent le marquis de Mantoue Frédéric Ier et le marquis de Montferrat Guillaume VIII d'avoir éventuellement à intervenir. Ludovic, qui semble ne pas avoir d'idée arrêtée sur ce qu'il compte faire, paraît se rallier aux conjurés.
Le 9, à l'insu de Ludovic, Pietro Pusterla fait emprisonner un ami de Cicco Simonetta et son fils. Ludovic essaie de calmer Pusterla et, devant son inflexibilité, accepte d'aller jusqu'au bout avec lui.
Le 10, ils s'emparent de Simonetta lui-même. Sa famille et un certain nombre de ses affidés sont arrêtés, leurs biens pillés et leurs demeures mises à sac.
Le 11, Ludovic, qui a désormais les moyens d'imposer sa volonté, se fait nommer premier gouverneur du duché par Bonne de Savoie. L'arrivée d'Hercule Ier d'Este, appelé fin août par Cicco Simonetta, ne change rien et le duc, ne pouvant guère modifier l'ordre des choses, s'en retourne à Ferrare.
Les jours qui suivent voient l'installation du nouveau gouvernement qui cherche à renouer de suite avec ses voisins, Venise, Florence et Naples.
Durant la fin de l'année 1479 et le début de 1480, diverses réactions agitent ces voisins. Naples, Florence et Ferrare soutiennent ou, du moins, cherchent à s'entendre avec les Milanais, Venise et le pape préparent la guerre contre Florence et Milan. Milan, Naples et Florence signent une paix et un accord est conclu prévoyant le mariage de Jean Galéas avec Isabelle de Naples et celui de Ludovic avec Béatrice d'Este, fille d'Hercule Ier d'Este (1431-1505), duc de Ferrare, de Modène et de Reggio d'Émilie, et d'Éléonore de Naples.
Le 30 octobre, Cicco Simonetta fut décapité au ravelin du château de Pavie surplombant le parc Visconti. La mort de Simonetta emporte le principal adversaire d’Antonio Tassino, qui devient de plus en plus arrogant. Le Corio raconte que, lorsque les Moro ou d’autres nobles milanais allaient lui rendre visite, il les faisait attendre longtemps devant la porte jusqu’à ce qu’il ait fini de se peigner les cheveux. Le Tassino réussit à convaincre la duchesse Bona, désormais soumise à l’homme, de remplacer Filippo Eustachi, préfet du château de Porta Giovia, par son père Gabriello, recourant à l’intermédiation de Giovanni Botta.

Le préfet ne s’est pas laissé corrompre et a tenu le serment fait au défunt duc Galeazzo Maria d’entretenir le château jusqu’à ce que son fils Gian Galeazzo Maria atteigne l’âge de 24 ans. Ludovico conçut alors l’expédient de conduire secrètement ses neveux Gian Galeazzo et Ermes dans la rocca du château, sous prétexte de les protéger de l’ambition des Tassino, et là il convoqua le conseil. Bona a été forcée de signer la sentence d’exil pour Antonio et sa famille mais, en raison de la séparation forcée d’avec son amant, elle a donné des signes d'hystérie: elle a fait semblant de quitter le duché et a menacé de se suicider si elle était empêchée, de sorte que Ludovico et Roberto Sanseverino ont été persuadés de la laisser partir pour la France. Le 3 novembre 1480, Bona cède la régence à son beau-frère, qui est nommé précepteur du jeune duc Gian Galeazzo mais, sur l’insistance de son fils, il s’arrête pour résider à Abbiategrasso.

Bona entra dans une telle fureur à son départ que, oubliant tout son honneur et sa dignité, elle aussi décida de partir et de passer par-dessus les montagnes, et cette mauvaise résolution ne put jamais être révoquée; mais oubliant tout amour filial d’elle, entre les mains de Lodovico Sforza, elle renonça à la protection de ses enfants et de l’État.

— Bernardino Corio, Historia di Milano.

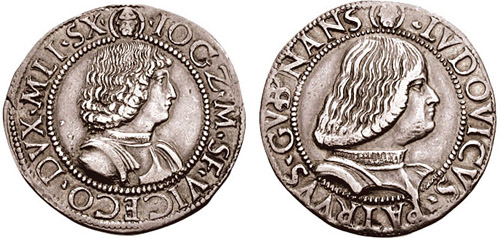
Testons de Jean Galéas Sforza (à gauche) et de son oncle Ludovic le More

Les années suivantes sont des années de calme pour Milan, sans guerre à l'horizon, et Ludovic peut gérer le duché à sa guise.
Fin 1481, Venise attaque Ferrare, ce qui provoquera la coalition de Florence, Milan, Bologne et Mantoue contre elle. Les Vénitiens, abandonnés du pape, feront donc appel à la France en promettant le duché de Milan au duc d'Orléans (héritier de Valentine Visconti), Louis XII, et le commandement de leurs troupes à René II de Lorraine qui convoite le royaume de Naples, mais Ludovic Sforza se retire du conflit, entraînant l'abandon de ces projets.
À l’été 1483, Gian Francesco et Galeazzo Sanseverino, les fils de Roberto, firent défection du camp vénitien pour passer respectivement au service d’Alphonse d’Aragon et de Moro. Le résultat fut une amitié, celle entre Ludovico et Galeazzo, destinée à durer toute une vie.
Comme prévu depuis 1480, Jean Galéas épouse, le 2 février 1489, Isabelle de Naples, fille du roi de Naples Alphonse II et d'Ippolita Maria Sforza, sa tante.

#### Mariage et vie privée
Entre-temps, sa fiancée Béatrice 'Estta evait atteint un âge propice au mariage et son père pressait depuis 1488 qu’une date soit fixée. Ludovico, cependant, comme l’omniprésent ambassadeur Este Giacomo Trotti informs, avait emmené avec lui une fille « très belle [...] qui le poursuit partout, et veut tout ce qu’elle va bien et en fait toute la démostration », c’est Cecilia Gallerani. Pour cette raison, il a reporté le mariage trois fois, déconcertant les futurs beaux-parents, qui croyaient qu’il n’avait plus l’intention d’épouser leur fille. Hercule exhortait le More depuis des années à remplacer son neveu dans la possession effective du duché de Milan à cette fin Béatrice d'Este aurait dû lui procréer un héritier légitime dès que possible. En 1490, cependant, après treize mois de défaut total, Gian Galeazzo avait consommé le mariage avec sa femme Isabelle d’Aragon, qui en quelques jours se retrouva enceinte. Cet événement provoqua d’une part l’irritation d’Hercule, d’autre part il dut convaincre le More de la nécessité de prendre une femme.

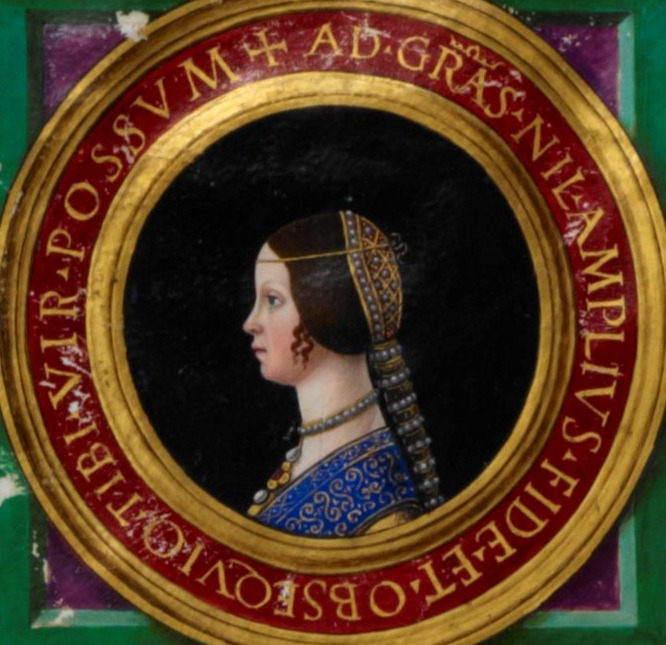
Miniature de Béatrice à 19 ans, contenue dans le certificat de donation daté du 28 janvier 1494 avec lequel son mari lui attribue de nombreuses terres, aujourd’hui conservées à la British Library de Londres.

Le mariage a été fixé pour le mois de janvier suivant et le 29 décembre 1490, au cours d’un hiver qui s’est avéré assez rude pour forcer l’utilisation de traîneaux, la procession nuptiale a quitté Ferrare pour conduire les fiancés à Milan. Elle était accompagnée de sa mère, de ses frères Alfonso et Isabella, de son oncle Sigismond et de son cousin Hercule. Alfonso et Ercole auraient également épousé deux princesses de la maison Sforza à la même occasion: la première Anna Maria, fille de feu Galeazzo Maria et donc petite-fille de Ludovico, la seconde Angela, fille de Carlo Sforza et Bianca Simonetta (fille de Cicco Simonetta).
Galeazzo Visconti est venu rencontrer la mariée avec trois bucintori et dix-huit navires à Brescello, où le Pô était navigable. Le 15 janvier, la flotte débarqua au port fluvial de Pavie et le 17, avec peu de pompe, Ludovico épousa Béatrice d'Este dans la chapelle ducale du château de Pavie. Il avait voulu que le mariage soit célébré à Pavie et non à Milan précisément pour ne pas donner l’impression de vouloir intimider Gian Galeazzo, duc légitime de Milan, qui avait épousé Isabelle d’Aragon au Duomo quelques mois plus tôt.
Le mariage a été déclaré immédiatement consommé et déjà le lendemain matin, Ludovico est parti pour Milan pour terminer les préparatifs de la fête de mariage, en vérité il est resté secrètement vide pendant plus d’un mois, car les époux n’avaient eu l’occasion de se connaître que la veille et Ludovico, qui avait trente-huit ans à l’époque, avait du respect pour la jeunesse et l’innocence de sa fiancée, alors âgée de quinze ans, et ne voulait pas la forcer à consommer à la hâte. Il attendit donc patiemment que Béatrice se donne à lui spontanément, ce qui demanda beaucoup d’engagement de sa part et suscita de nouvelles inquiétudes chez son beau-père Ercole, qui fit pression sur l’ambassadeur Trotti pour que le mariage soit consommé immédiatement,.
| |  |  |
| Reproduction en argent (1989) du testone que Ludovico avait frappé en 1497 avec sa propre effigie d’une part et de son épouse Béatrice d’autre part, immédiatement après sa mort. Un des premiers exemples de monnaie de ce type, témoignage d’un grand amour et d’admiration envers sa femme. |  |  |

La procession ferraroise a quitté Pavie trois jours après le mariage et le 22 janvier, Béatrice d'Este et sa famille ont été accueillies par le duc et la duchesse de Milan à quelques kilomètres au sud de la ville et accompagnées pour un petit-déjeuner au réfectoire de la basilique de Sant’Eustorgio. En fin de matinée, ils sont entrés dans la ville depuis Porta Ticinese, où ils ont été accueillis par Ludovico, les nobles les plus distingués, le clergé et les ambassadeurs des États. Le 28 janvier, dans le cadre des festivités, un carrousel mémorable a eu lieu avec Galeazzo Sanseverino comme vainqueur,.

La relation entre les deux époux devint bientôt idyllique : « S.r Ludovico ne quitte presque jamais les yeux de la duchesse de Bari » écrivait Tebaldo Tebaldi en août 1492 ;  et déjà peu de temps après le mariage, Galeazzo Visconti a déclaré: « il y a un tel amour entre eux que je ne pense pas que deux personnes puissent s’aimer davantage ». Ludovico a été vu en train de dédier des baisers et des caresses continus à sa femme, il s’est tenu à côté d’elle « au-dessus du lit » pendant la majeure partie de la journée quand elle était malade et dans une lettre, il a écrit d’elle: « elle m’est plus chère que la lumière du soleil ». Il n’est pas certain que sa femme lui ait rendu la pareille avec le même transport, mais certains indices nous amènent à le croire.
Craving for power and ready, in order to appropriate it, to run and make all adventures run [...] Beatrice had revealed an unsuspected character, a vigor [...] sure sign of extremely tenacious will and firm intentions. And the Moor ended up loving her more than anyone could have foreseen.

— Luciano Chiappini, Gli Estensi

### Ascension en tant que duc de Milan et les guerres
En janvier 1492, une ligue défensive est formée entre Ludovic et le roi de France, Charles VIII. Ludovic a d'ailleurs des contacts à la même période avec les Médicis puisqu'il fait dépêcher en 1492 le plus célèbre médecin de Lombardie au chevet de Laurent de Médicis lorsque celui-ci agonise. Malgré cela, Pierre II de Médicis, fils de Laurent, se rapproche du roi Ferrante privant Ludovic d'un soutien de poids. Mais en 1492, l'Italie est en paix en raison d'un subtil équilibre précaire établi entre les cinq principaux États (Venise, Florence, Milan, Naples et les États pontificaux).
Ludovic écarta du pouvoir son neveu Jean Galéas, qui ne semblait pas vouloir régner à la place de son oncle Ludovico, mais sa femme Isabelle entra en conflit avec sa cousine Béatrice, car cette dernière était encore plus ambitieuse que son mari et, après avoir accouché le 25 janvier 1493, le premier fils, Ercole Massimiliano, souhaitait que ceux-ci, et non le fils d’Isabella, est nommé comte de Pavie (titre réservé à l’héritier du duché de Milan).
Isabelle demande alors l’intervention de son grand-père Ferrante, roi de Naples, et de son père duc de Calabre Alphonse, afin que son mari, aujourd’hui majeur, se voie confier le contrôle effectif du duché. Ferrante, cependant, n’avait pas l’intention de déclencher une guerre, au contraire il déclara qu’il aimait les deux petites-filles de la même manière et les invita à la prudence, de sorte que la situation restait stable jusqu’à ce que le roi soit en vie.

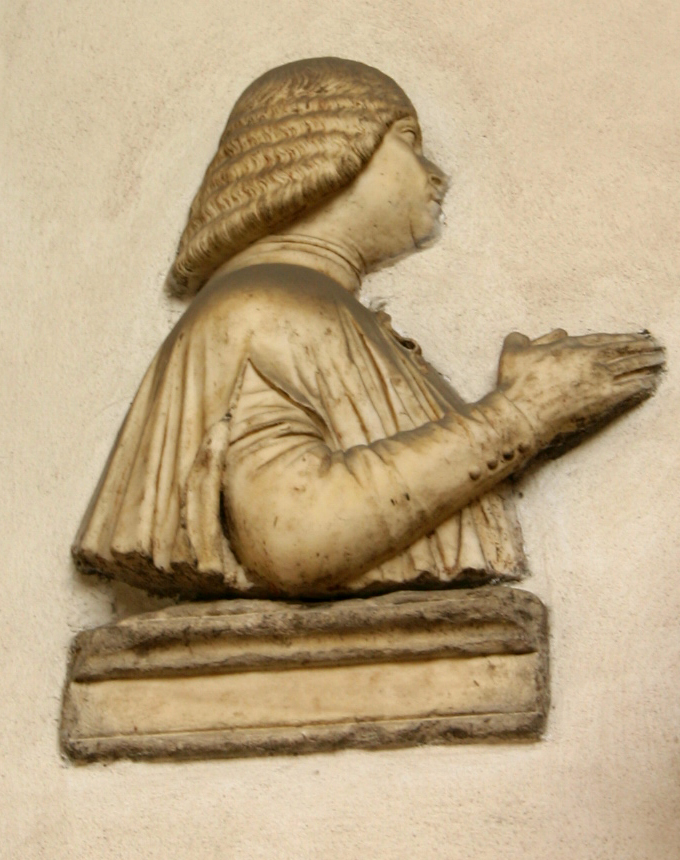
Buste de Ludovico il Moro. Presbytère de la basilique de Sant’Ambrogio à Milan, situé sur le portail d’entrée de la basilique, à côté de l’effigie de son épouse.

À l’élection du nouveau pape Alexandre VI, Ludovic tente de reprendre à son compte la politique d'équilibre menée par Laurent de Médicis en proposant d'adresser un compliment d'obéissance au nouveau pape mais cela se soldera par le refus de Pierre II de Médicis. Par ailleurs, grâce à son frère le cardinal Ascanio Sforza qui a joué un rôle majeur dans l'élection du pape, Ludovic jouit d'un grand prestige à Rome mais craint que celui-ci ne s'effrite à cause des intrigues du roi Ferrante. Il tenta donc de se rapprocher de Venise en vain puisque Venise garde un intérêt à la désunion italienne. Ludovic encouragera donc plus encore le roi de France à intervenir sans se faire la « réflexion que rien n’est plus dangereux qu’un remède trop violent pour le mal et au-dessus des forces du malade », selon le mot de François Guichardin. L'accession au trône d'Alphonse II le 25 janvier 1494 fait craindre à Ludovic son éviction du pouvoir, ce qui encouragera plus encore Ludovic à faire appel à Charles VIII.

Pour s'attirer les bonnes grâces de l'empereur Maximilien Ier dont le mariage avec Anne de Bretagne a été annulé en 1491, Ludovic lui offre en mariage sa nièce Blanche-Marie âgée de 22 ans. Le mariage a lieu le 16 mars 1494 ; il en coûte à Ludovic 400 000 ducats soit 300 000 ducats pour la dot et 100 000 ducats destinés à assurer son investiture au titre ducal.

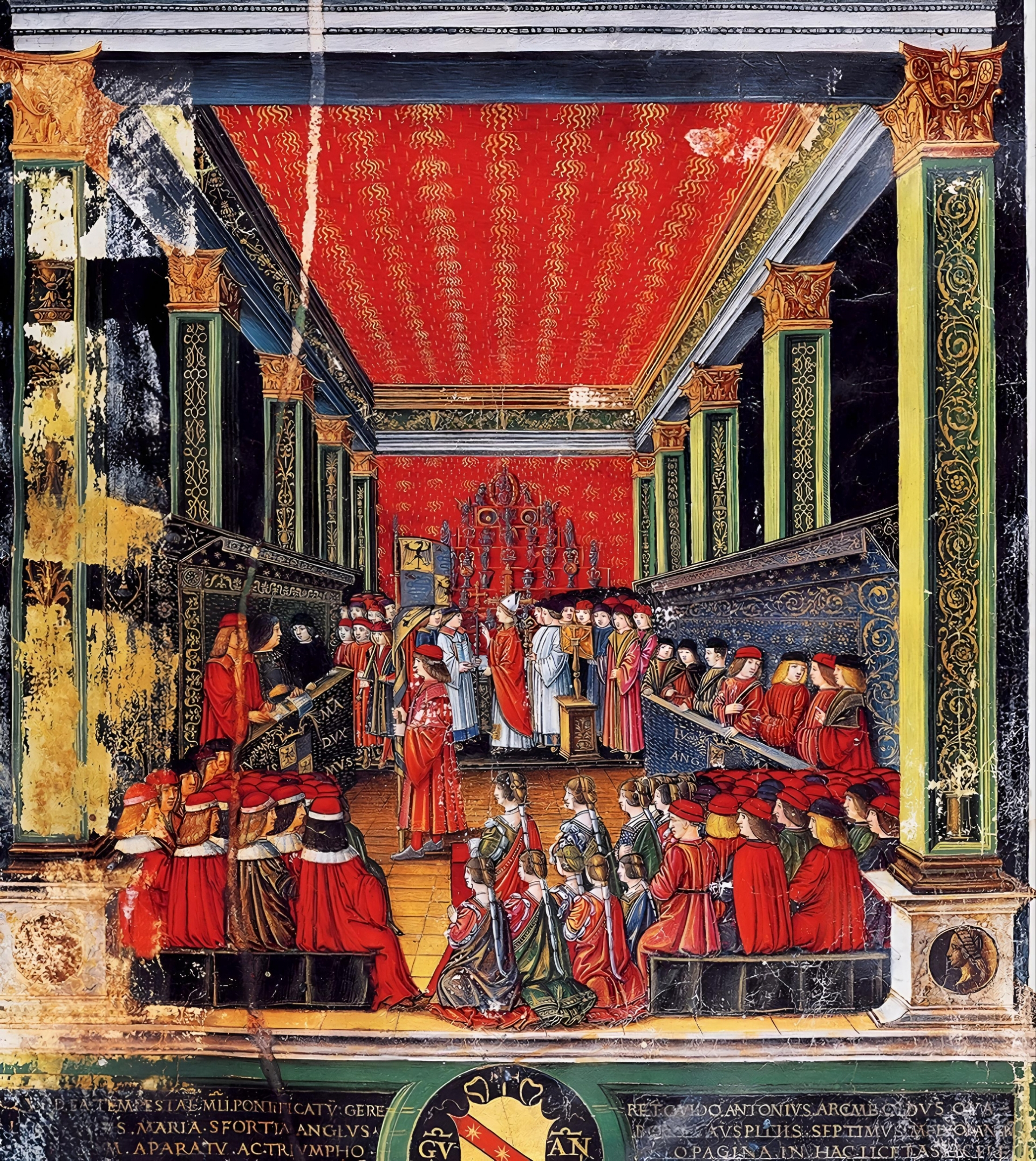
L’investiture ducale de Ludovico il Moro, page enluminée par le Messale Arcimboldi dans la Bibliothèque capitulaire du Duomo de Milan. Dans la cour en haut, à gauche, Ludovico; devant lui, au centre de la scène, Galeazzo Sanseverino, qui vient de recevoir de son beau-père la grande bannière dorée avec l’aigle noir; derrière ce dernier, vous pouvez reconnaître le comte blond de Melzo, qui tient sur son épaule l’épée reçue peu de temps avant par son oncle; en bas, à droite, se trouvent enfin les rangs des femmes, menés par la duchesse Béatrice d'Este.

#### Première guerre avec la France
Entretemps, en septembre 1494, a lieu le premier épisode des guerres d'Italie qui amèneront, à terme, la chute de Ludovic : Charles VIII franchit les Alpes avec 30 000 hommes, effectif exceptionnel pour l'époque. Il déclarera à Giovan Battista Ridolfi (ambassadeur de Florence à Milan) en septembre 1494 : « La guerre vient chez nous, et ils ne veulent plus être retenus par des mots ». Le roi de France Charles VIII, héritier des prétentions de René d'Anjou sur le royaume de Naples dont l'ont privé les Aragonais, a traversé les Alpes, rejoint le duché d'Asti puis, en octobre, est hébergé au château de Pavie. La Lombardie, alliée à la France depuis 1492, est ainsi épargnée mais la Ligurie, la Romagne, la Toscane et le Latium subissent les affres des exactions des troupes françaises.
Avec lui vint également son cousin Louis d’Orléans, qui se fait appeler duc de Milan iure héréditaire et visait à la conquête de ce duché, en sa qualité de petit-fils de Valentine Visconti. Malgré les hostilités latentes, les premiers mois passèrent sous le signe de l’amitié et Ludovic utilisa le charme de sa femme Béatrice d'Este pour apaiser les Français et ainsi les distraire.

#### Le duc
Les aspirations de Ludovic au titre ducal sont satisfaites le 22 octobre 1494 avec la mort mystérieuse de Jean Galéas,. Sa descendance se réduit à une fille, Ippolita, qui a quatre ans, et un garçon, Francesco, appelé il Duchetto (le petit Duc), qui a trois ans et devrait normalement hériter du duché de son père. Sa veuve, Isabelle de Naples est enceinte et demeure à Pavie. Ludovic reçoit de la noblesse milanaise l'investiture du duché et se fait couronner duc de Milan dans la cathédrale de la ville lors d'une cérémonie fastueuse, acquérant la légitimité à laquelle son père et son frère avaient aspiré. La ville connait alors quinze années de paix relative qui lui permettent de renforcer son pouvoir et de jouer le rôle d'arbitre dans la péninsule.
Charles VIII s'empare de Naples en février 1495. François Guichardin attribue à Ludovic le More la responsabilité de la « descente » de Charles VIII en Italie bien qu'il ne soit ni le premier ni le seul à demander l'aide du roi de France (en effet, Innocent VIII l'envisagea dès septembre 1488). Dès décembre 1491, les barons napolitains exilés par le roi Ferrante rencontrèrent à la cour de France les envoyés de Ludovic Sforza et ils « firent sentir à ce jeune roi Charles VIII, de 22 ans, les fumées et les gloires d'Italie, lui remontrant le droit qu'il avait en ce beau royaume de Naples » selon Philippe de Commynes, au moment opportun puisque Charles VIII était libéré des guerres bretonnes.
Dans une conversation, rapportée par S. Romanin, qui se serait tenue en décembre 1494 entre Ludovic et deux orateurs vénitiens (Sebastiano Badoer et Benedetto Trevisan), Ludovic remet en cause le pouvoir de Charles VIII concernant la guérison de la scrofule arguant les maux dont Charles VIII serait responsable en Italie, il évoquerait également sur un ton sarcastique les projets de Charles VIII de réforme de l'Église. On trouve par ailleurs une allusion de ce toucher royal dans une lettre de deux ambassadeurs à Ludovic Sforza en date du 22 août 1494, ce qui vient appuyer l'existence de cette conversation.
La république de Venise, le duché de Milan, les États pontificaux, le Saint-Empire romain germanique, et la couronne d'Aragon se regroupent, le 31 mars 1495, dans une coalition anti-française, la ligue de Venise. Charles VIII décide de quitter Naples le 20 mai 1495 avec ses 9 000 hommes et de rentrer en France où l'attendent les affaires de son royaume. Il laisse son gouverneur Gilbert de Montpensier à la tête d'une garnison pour tenir la ville.

#### Le siège de Novare
Pour répondre aux menaces évidentes du duc d’Orléans, Louis songe à attaquer son fief d’Asti, mais le mouvement a l’effet inverse:  Louis d'Orléans l’anticipe en occupant avec ses troupes Novare, où il entre le 10 juin 1495 favorablement accueilli, et allant jusqu’à Vigevano. 

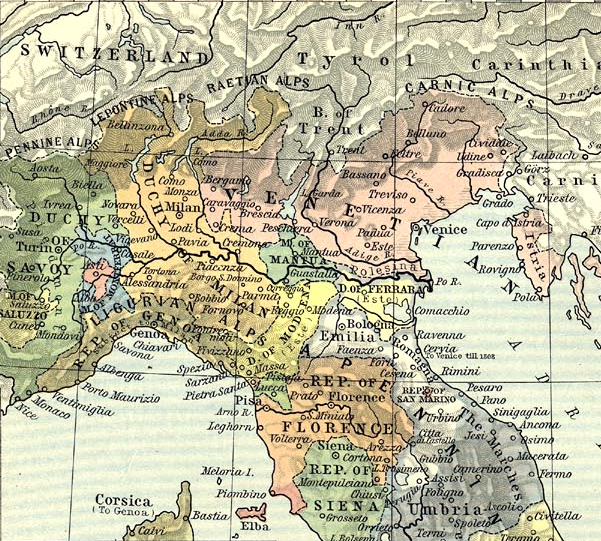
L'Italie du Nord en 1494

Ludovico s’empressa de s’enfermer avec sa femme et ses enfants dans la Rocca del Castello à Milan mais, ne se sentant pas aussi en sécurité, il s’associa à l’ambassadeur d’Espagne pour quitter le duché et se réfugier en Espagne. Comme l’écrit Bernardino Corio, cela n’a pas été suivi seulement par l’opposition de fer de sa femme Béatrice d'Este et de certains membres du conseil, qui l’ont convaincu de s’abstenir. La situation restait cependant critique : en raison des dépenses très élevées engagées pour l’investiture et la dot de Bianca Maria, l’État était au bord de l’effondrement financier, il n’y avait pas d’argent pour maintenir l’armée et il y avait la crainte d’un soulèvement populaire. Le Comines écrit que, si le duc d’Orléans n’avait avancé que d’une centaine de marches, l’armée milanaise aurait passé le Tessin, et il aurait réussi à entrer dans Milan, puisque certains nobles citoyens avaient proposé de l’introduire.

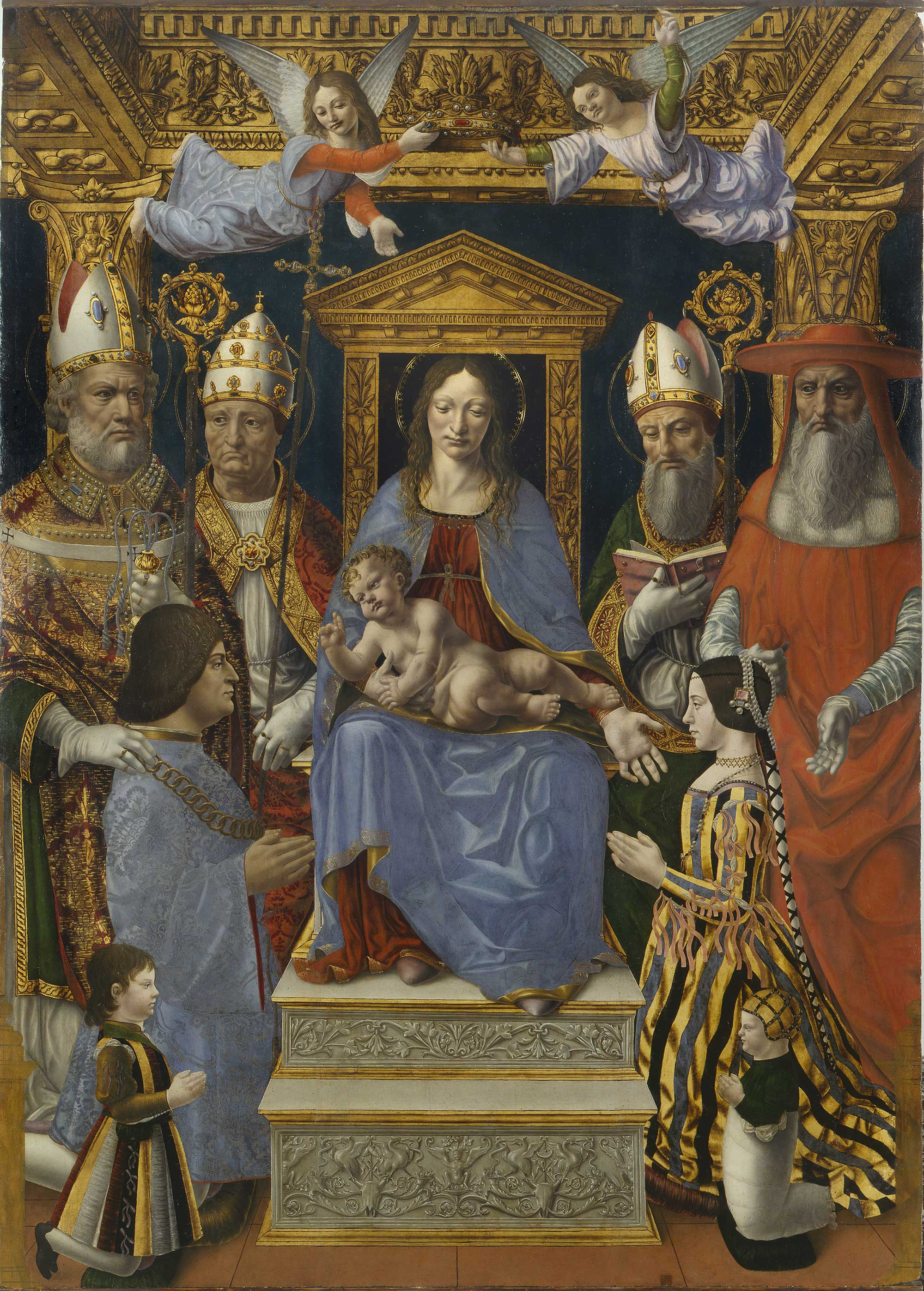
Le Pala Sforzesca, vers 1494, par un auteur inconnu: à gauche, Ludovico avec son fils Cesare; à droite, Béatrice avec son fils Ercole Massimiliano.

Ludovico n’a pas résisté à la tension et est tombé gravement malade. Certains historiens ont émis l’hypothèse qu’il s’agissait d’un accident vasculaire cérébral, car il avait une main paralysée, ne quittait jamais la chambre à coucher et était rarement vu. « Le duc de Milan a perdu ses sentiments », écrit Malipiero, « il s’abandonne ». Pour aggraver la situation a contribué l’ambiguïté du beau-père Ercole d’Este, qui a été dit avec les Florentins de subvertir secrètement l’Orléans, et des chefs moro eux-mêmes.
Le désastre a été évité par son épouse Béatrice d'Este qui, nommée pour l’occasion gouverneur de Milan a assuré la loyauté des nobles, puis s’est rendue en personne au camp militaire de Vigevano pour superviser l’ordre et animer les capitaines pour se déplacer contre le duc d’Orléans. L’opinion de Guicciardini est que si ce dernier avait tenté l’assaut à ce moment-là, il aurait pris Milan, puisque la défense ne résidait qu’à Galeazzo Sanseverino mais la démonstration de force de Béatrice d'Este valait peut-être la peine de le confondre en lui faisant croire aux défenses supérieures à ce qu’elles étaient, de sorte qu’il n’osa pas tenter sa chance et se retira à Novare. L’hésitation lui fut fatale, car elle permit à Galeazzo de réorganiser les troupes et de l’encercler, le forçant ainsi à un siège long et épuisant.

« Loys duc d'Orleans [...] en peu de jours mist en point une assez belle armée, avecques la quelle il entra dedans Noarre et icelle print, et en peu de jours pareillement eut le chasteau, laquelle chose donna grant peur à Ludovic Sforce et peu près que desespoir à son affaire, s'il n'eust esté reconforté par Beatrix sa femme [...] O peu de gloire d'un prince , à qui la vertuz d'une femme convient luy donner couraige et faire guerre, à la salvacion de dominer! »

— Cronaca di Genova scritta in francese da Alessandro Salvago 
Sur sa route de retour, Charles VIII se heurte aux troupes de la ligue italienne en Romagne le 6 juillet et les affronte au cours de la bataille de Fornoue qu'il gagne malgré des effectifs nettement inférieurs. Le répit ainsi acquis lui permet de continuer son repli vers le duché d'Asti.
Au début du mois d’août, Ludovico, finalement guéri, est retourné faire face à la guerre et, avec sa femme, est allé résider au camp de Novare. À l’occasion de leur visite, pour le plaisir de la Duchesse qui appréciait grandement les faits d’armes, un magazine mémorable de toute l’armée a eu lieu.
Le 24 septembre une violente bagarre a éclaté pour des raisons obscures, à la suite de laquelle Francesco Gonzaga a invité le Moro à enfermer sa femme « dans les coffres ». Comme les Allemands voulaient se « venger cruellement » des Italiens, Ludovic supplia François de sauver Béatrice d'Este, craignant qu’elle ne soit violée ou tuée. Le marquis "avec une âme intrépide" chevauchait parmi les Allemands et non sans grand effort a réussi à négocier la paix. «Comprenant le succès, Ludovico est devenu l’homme le plus heureux du monde, lui semblant avoir récupéré l’État et sa vie, et avec l’honneur sa femme, pour la sécurité de laquelle il craignait plus que pour tout le reste».

Entre-temps, la capitulation de l’ennemi était attendue, car la garnison de Novare était décimée par la famine et les épidémies ; Louis d’Orléans lui-même était malade de fièvres paludéennes, mais pour ne pas abandonner tous les jours, il exhorta ses hommes à résister avec la fausse promesse que le roi viendrait bientôt à leur secours. Cela ne s’est pas produit et il a finalement dû se déclarer vaincu, acceptant le sauf-conduit pour atteindre le camp du roi Charles. Parmi les quelques soldats survivants, beaucoup sont morts peu de temps après avoir mangé trop de fruits après un jeûne prolongé.
Béatrice d’Este réussit à expulser de Novare le duc d’Orléans, qui s’en était emparé, menaçant directement Milan sur lequel elle se vantait de droits de possession. La paix est signée, et Charles rentre en France, sans avoir tiré de fruits sérieux de son entreprise. Lodovico Sforza s’est réjoui de ce résultat. Mais ce fut une brève jubilae à lui. —  Francesco Giarelli, Storia di Piacenza dalle origini ai nostri giorni.
Charles VIII signe avec le duc milanais un traité de paix à Verceil le 9 octobre 1495 puis rentre en France. Novare réintègre le giron milanais.
Les trois années qui suivent sont des années calmes aux plans politique et militaire. La diplomatie du duc, changeante mais pragmatique, lui permet de préserver le duché de la tourmente. Ludovic se consacre au gouvernement et, par-dessus tout, à faire œuvre de mécène et à gérer les travaux de voirie et les embellissements de la cité qui concernent d'abord les bâtiments religieux et leur décoration.

#### Mort de Béatrice d'Este
En 1496, Béatrice d'Este attendait un troisième enfant et c’est à cette époque que le More rencontra Lucrèce Crivelli, dame d’honneur de sa femme, qui devint sa maîtresse. Béatrice d'Este jusque-là ne s'était pas montrée trop jalouse des trahisons de son mari, les considérant comme des distractions fugaces et de peu d’importance, mais quand elle s’est rendu compte que Ludovic était cette fois sérieusement tombé amoureux de Lucrèce, elle a essayé de s’opposer à la relation de toutes ses forces. Cependant, il n'y avait aucun moyen de distraire son mari et tout au long de 1496, Ludovic continua à rencontrer plus ou moins secrètement sa maîtresse, dans un régime de bigamie substantielle, à tel point qu’il finit par rendre enceinte à la fois sa femme et son amante en quelques mois. Béatrice d'Este, qui était aussi sincèrement amoureuse de son mari, a réagi en lui refusant sa couche et la relation entre le couple a atteint un point de rupture,. Enfin, profondément humiliée, déçue, aigrie, particulièrement attristée par la mort prématurée et tragique de la très jeune Bianca Giovanna, sa très chère amie, Béatrice d'Este mourut en couches dans la nuit du 2 au 3 janvier 1497.
Ludovic, qui l'avait trahie si effrontément, devint alors fou de chagrin, ne se remettant pas de la mort de sa femme, qui avait jusque-là été sa force et son soutien dans le gouvernement de l'État,, . Il avait toujours été convaincu qu'il mourrait avant elle et dans ses capacités il avait placé tous ses espoirs pour le maintien de l'état pendant la minorité des enfants.
Pendant deux semaines, il est resté enfermé dans le noir dans ses appartements, après quoi il a laissé pousser sa barbe, ne portant désormais que des vêtements noirs avec un manteau déchiré. Sa seule préoccupation est devenue l'embellissement du mausolée familial jusque-là négligé et tombé en ruine,.
|                                                        |  |  |
| Détail du cénotaphe à l'effigie de Ludovic et Béatrice |  |  |

La même nuit, il annonça le trépas de sa femme au marquis de Mantoue François II, époux de sa belle-sœur Isabelle :

« Notre illustre épouse, depuis que les douleurs du travail lui sont arrivées cette nuit à deux heures, a donné naissance à un enfant mâle mort à cinq heures, et à six heures et demie, elle a rendu l’esprit à Dieu, dont nous nous trouvons dans tant d’amertume et de chagrin dans le deuil amer et immature. combien il est possible de ressentir, et à tel point que plus nous aurions été reconnaissants de mourir en premier et de ne pas nous voir manquer de ce qui était la chose la plus chère que nous ayons eue dans ce monde ». »

| |  |  |
| Le deuil du More : à gauche, miniature représentant l’acte de donation de Ludovic au couvent de Santa Maria delle Grazie (1497); à droite, Fra' Luca Pacioli présente De Divina Proportione au duc (1498). L’homme à côté de Ludovico, également en deuil, est peut-être son gendre Galeazzo Sanseverino, reconnaissable à ce qui semble être le collier de l’ordre de Saint-Michel. Tous deux semblent avoir maintenu le deuil même après l’expiration de l’année canonique. |  |  |

Il dit à l’ambassadeur ferrarais qu'« il n'a jamais pensé qu'il pourrait jamais tolérer une perte aussi amère », et qu'il l'avait fait convoquer pour signaler au duc Hercule que si ce qui l'avait jamais offensée « comme il savait qu'il l'avait fait », il demande pardon à Votre Excellence et à elle, se trouvant mécontent jusqu'à l'âme », puisque, dans chaque prière, il avait toujours prié notre Seigneur Dieu qu'elle parte après lui, comme celui en qui il avait assumé tout son repos, et puisque Dieu ne l'aimait pas, il le priait et le priait toujours continuellement, afin que s'il est jamais possible à un vivant de voir un mort, Il lui accorde la grâce de la voir et de lui parler une dernière fois, comme celui qu'il aimait plus que lui-même ».
Marin Sanuto écrit que « le duc ne pouvait supporter la mort pour le grand amour qu'elle lui apportait, et disait qu'il ne voulait plus s'occuper ni de ses enfants, ni de l'État, ni des choses du monde, et voulait juste vivre [...] et depuis lors, ce duc commença à ressentir de grands ennuis, alors qu’auparavant il avait toujours vécu heureux ».
L'Anonyme Ferrarese rapporte même que Ludovico, lors des funérailles, a voulu se remarier avec la défunte comme si elle était vivante, confirmant les vœux de mariage, un acte peut-être sans précédent. Il a supplié son beau-frère François de n'envoyer personne à condolersi avec lui, "pour ne pas renouveler la douleur"; de même, il a refusé, à quelques exceptions près, de recevoir les condoléances de qui que ce soit. Aux ambassadeurs, il a imposé que plus personne ne nomme Béatrice d'Este, ni "qu'il n'ait de chagrin, ni de signe de tristesse; mais qu'ils parlent des affaires d'État".
A l'inverse, et en contradiction, il ne manquait pas une occasion de se souvenir lui-même de sa femme, dont il rendait presque culte : en plus de faire frapper au revers une pièce de monnaie à son effigie - chose très singulière, puisqu'avant elle n'était jamais arrivé que le visage de l'épouse accompagne celui du seigneur dans le monnayage - il adoptait de plus en plus souvent le blason bipartite avec les armes Este et Sforza (qui était celle qu'utilisait son épouse), et portait l'effigie d'elle reproduite sur la cornaline de la bague avec le sceau qu'elle portait au doigt, en remplacement d'une précédente tête de l'empereur romain. A Cristoforo Solari, il a commandé un magnifique monument funéraire avec leurs deux figures allongées sculptées dans le marbre, déclarant que "plaisant à Dieu, il reposerait un jour à côté de sa femme jusqu'à la fin du monde".
Pendant toute une année, il jura de manger debout, sur un plateau soutenu par un serviteur, et imposa le jeûne à la cour tous les mardis, le jour de la mort de sa femme. Dans le château, il avait fait aménager une pièce entièrement en noir, connue sous le nom de Saletta Negra, où il se retirait pour pleurer sa femme dans la solitude, et partout où il allait, il voulait que les murs soient tendus de noir. Chaque jour, il allait au moins deux fois visiter sa tombe, ne manquant jamais, de sorte que les ambassadeurs qui voulaient lui parler le trouvaient plus souvent à Santa Maria delle Grazie qu'au château. Il devient convaincu que Dieu le punit pour ses péchés et, si d'une part sa religiosité s'accroît, d'autre part il commence à s'intéresser à la nécromancie.
De telles manifestations exaspérées de deuil ont frappé tous les contemporains, bien qu’elles aient été interprétées plus tard par certains historiens comme une farce menée avec art, en raison du fait que, bien qu’il semble qu’au début Ludovico ait interrompu la relation avec Lucrezia Crivelli, mais en 1500 la femme s’est retrouvée à nouveau enceinte. Si tel était le cas, cependant, il n’est pas clair à qui cette farce pourrait être adressée, ni quel sens elle aurait eu pour la poursuivre aussi longtemps. Même dans les moments les plus critiques, c’est-à-dire le jour de son évasion de Milan, sa dernière pensée - comme le rapporte Corio - était de visiter la tombe de sa femme avant de partir.

#### Deuxième guerre avec la France
Le 7 avril 1498, Charles VIII meurt brutalement et son successeur se trouve être Louis d'Orléans, le conquérant de Novare. Roi sous le nom de Louis XII, il descend des ducs de Milan par sa grand-mère Valentine Visconti qui avait toujours cherché à récupérer son héritage. Ludovic Sforza est alors considéré comme un usurpateur. Obnubilé par le duché de Milan, il signe avec les Vénitiens le traité de Blois en avril 1499. Louis XII nomme le condottiere Jacques de Trivulce, l'ennemi juré de Ludovic, maréchal de France et chef des troupes françaises en Italie. Il prend contact avec les principaux opposants de la noblesse milanaise et réussit à faire admettre sa légitimité sur le trône de Milan à certains aristocrates. Une alliance est signée entre la France et la Papauté et, en juillet 1499, Milan, qui est très isolée, est envahie par les troupes françaises. En août, la ville s'insurge contre Ludovic et nomme un gouvernement provisoire. Le duc s'enfuit le 2 septembre et trouve refuge à Innsbruck auprès de l'empereur, son suzerain, Maximilien Ier. Trivulce entre dans Milan le 6 septembre où une grande partie de l'aristocratie accueille favorablement la nouvelle domination. Le 18 octobre, c'est au tour de Louis XII de faire une entrée triomphale dans la cité. Il en repart le 7 novembre auréolé de la couronne ducale et laisse le gouvernement de Milan au nouveau vice-roi, Trivulce. Pillage et saccage de la ville commencent : la bibliothèque viscontienne du château de Pavie avec ses magnifiques manuscrits est transférée à Blois,, les soldats détruisent de nombreux édifices et œuvres d'art. Léonard de Vinci retourne à Florence tandis que Bramante et Solari partent rejoindre la cour pontificale de Rome.
Lodovico, qui avait l’habitude de puiser toute sa vigueur dans l’esprit des conseils avisés et forts de sa femme Béatrice d’Este, ayant été enlevée par sa mort quelques années plus tôt, s’est retrouvé isolé et dépourvu d’audace et de courage au point qu’il n’a pas vu une autre évasion contre la tempête ardente qui le menaçait sinon en fuyant. Et c’est ce qu’il a fait.

— Raffaele Altavilla, Breve compendio di storia Lombarda
En janvier 1500, la population milanaise, durement opprimée par Trivulce, se révolte et il faut au condottiere de Louis XII une nouvelle campagne pour reconquérir le pays. Les nobles milanais, qui avaient espéré un retour à une forme de gouvernement communal libéré de la tutelle ducale sont déçus. Profitant du soulèvement populaire, Ascanio, le frère de Ludovic, entre dans Milan le 2 février, et Ludovic, à la tête d'une troupe de mercenaires suisses, le suit le 5 février et reprend son trône. Il ne reste qu'une seule journée et repart pour Pavie pour organiser l'armée. Mais, le 10 avril, trahi par des mercenaires suisses lors du siège français de la ville de Novare, il tombe entre les mains de l'armée française alors qu'il tente de s'enfuir en se dissimulant sous des vêtements de simple soldat et est livré au général français La Trémoille.
Marin Sanuto commente à cet égard : « Trivulzio, voyant ces prisonniers, et surtout Signor Lodovico, pense, ô lecteur, quelle joie! »

Immédiatement, après avoir conduit le duc en sa présence, Gian Giacomo lui adressa - selon Andrea Prato - ces paroles méprisantes :
« Maintenant, êtes-vous ici, Ludovico Sforza, qui, pour le bien d’un étranger Galeazzo Sanseverino, m'as chassé, qui était ton concitoyen, il ne vous suffisait pas non plus de m'avoir expulsé une seule fois, mais avez-vous de nouveau exhorté les âmes des Milanais à se rebeller contre la majesté royale? »  A quoi, répondant d'une manière basse, le prince dit qu'il est difficile de connaître la cause pour laquelle l'âme se prosterne pour aimer l'un et hait l'autre [...]

#### Emprisonnement et décès
Ludovic est aussitôt emmené en France et incarcéré d'abord au château de Pierre Scize à Lyon, puis au château de Lys-Saint-Georges, près de Bourges. Louis XII, malgré l’insistance de l’empereur Maximilien pour libérer Louis, refusa de se conformer aux demandes, humilia même l’ancien duc, refusant même de le rencontrer, tout en continuant à le traiter comme un prisonnier spécial, lui permettant d’aller à la pêche et de recevoir des amis. A Venise déjà en 1501 la nouvelle est arrivée que « il hésitait beaucoup de cerveau » et était devenu fou, selon certains à cause de la « mélancolie », selon d’autres pour la fiction, afin d’obtenir une plus grande liberté. Le roi envoya donc son médecin personnel pour le soigner, ainsi qu’un nain de cour pour lui remonter le moral.

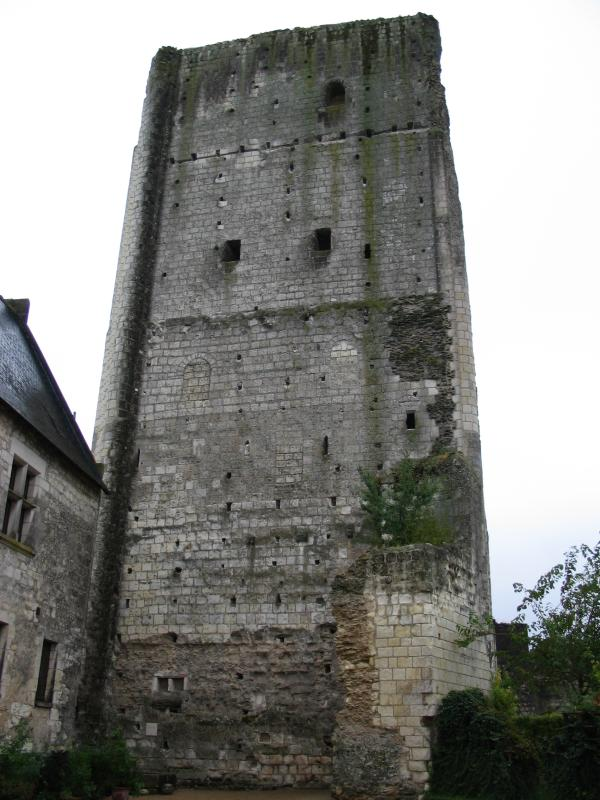
Château de Loches : le donjon où fut enfermé Ludovic

En 1504, il est transféré au château de Loches où il vit ses dernières années. Il meurt dans sa prison le 27 mai 1508, officiellement, le jour de sa libération, « ébloui par la lumière du soleil ». Cette étrange cause de décès camouflerait une mort de maladie ou un assassinat. Son corps aurait été, dans un premier temps, enseveli près de la collégiale Saint-Ours, à Loches, puis transféré à Milan dans l'église de Santa Maria delle Grazie auprès de celui de Béatrice d'Este, mais il semblerait que les Milanais n'aient pas voulu du corps de celui qu'ils n'ont jamais reconnu comme duc de Milan. Aucune sépulture connue à ce jour, ne lui est consacrée.
En décembre 2020, les squelettes du baron de Lescouët, capitaine du château de Loches mort en 1467, et de Ludovic Sforza, sont extraits du sol de la collégiale Saint-Ours de Loches mais il faut attendre que des analyses confirment l'identité des corps. Celui de Sforza doit être expertisé par le Dr Philippe Charlier en 2022.

## Apparence et personnalité

### Ludovico «le tyran»
Excellent duc en temps de paix, très mauvais en temps de guerre, Ludovico n’a jamais été amené ni pour les armes ni pour les exercices du corps, c’était en effet un homme au caractère doux et conciliant, il détestait toutes les formes de violence et de cruauté, et en fait plus il pouvait se tenir à l’écart des champs de bataille, il se tenait, et plus il pouvait s’abstenir d’infliger des punitions sévères aux coupables, il s’abstenait,. 
Dans la vie publique comme dans la vie privée, la figure de Lodovico apparaît sans aucun doute agréable, même si on ne peut pas l’appeler une grande figure. Bon enfant, amoureux de la paix, étranger à distance de ces dangereuses audaces qui avaient rendu son duché fort grâce à l’initiative de certains de ses ancêtres, et puissant et craint sa famille, il consacra pendant vingt ans presque exclusivement son activité en faveur des citoyens et des siens. Élégant, beau personnage (les poètes louaient sa formosité), cultivé, bon écrivain en langue vernaculaire et en latin, spirituel, encourageur de lettres [...] orateur agréable, amoureux des conversations heureuses et de la musique, certainement plus que de la peinture, [..]; agriculteur passionné et introducteur par nous de nouvelles cultures et industries agricoles, modernes d’idées dans le manque de lois prévoyantes et libérales - son gridario le prouve - Lodovico il Moro, s’il n’éclipse pas un point commun de quelques années avec tout ce qui le concerne, il est, à notre avis, le plus attrayant, la figure la plus complète d’un gentleman de la Renaissance italienne.

— Francesco Malaguzzi Valeri, La corte di Ludovico il Moro etc.

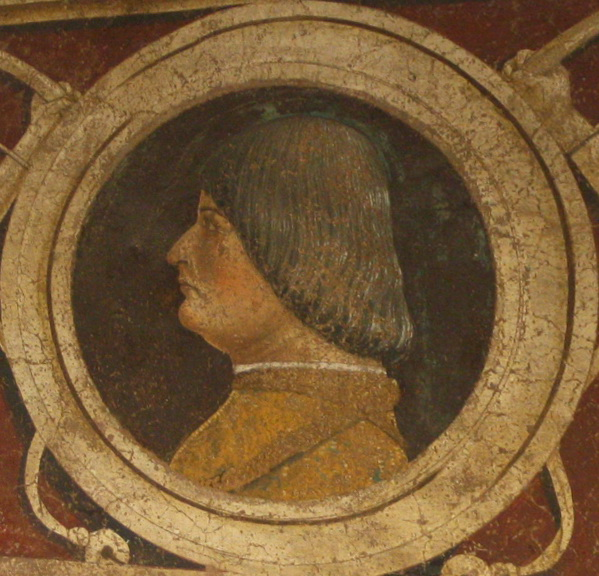
Ludovico il Moro. Ronde de la frise Renaissance arrachée au château Visconti d’Invorio Inferiore. Musée du paysage à Verbania-Pallanza.

Il ne mérite donc pas la renommée de « tyran » qui lui est parfois attribuée, qui appartenait à son frère Galeazzo Maria Sforza, duc avant lui, qui tourmentait ses sujets et même ses amis avec une torture et une cruauté indicibles (dont Bernardino Corio a transmis une liste récapitulative), et soustraire pour son propre plaisir les femmes des autres, à tel point que ce fut la cause de son assassinat par de nobles conspirateurs en 1476.
Peut-être juste en prenant l’exemple fraternel comme un avertissement, Ludovico s’est toujours abstenu de tout excès. On peut dire qu’il était même incapable d’apporter la haine, si dans les dernières années de sa vie, maintenu emprisonné dans la prison de Loches par le roi Louis XII qui l’avait privé de l’État, du titre, de la richesse et même de ses propres enfants, Ludovico n’a rien trouvé de mieux à faire que d’écrire un mémorial « des choses de l’Italie » pour Louis XII lui-même, dans lequel il expliquait au souverain quelle était la meilleure façon de gouverner la Lombardie et lui recommandait de caresser les Florentins, de ne pas contrarier le pape et de ne jamais faire confiance aux Vénitiens, "qui sont trop puissants et ne meurent jamais ... ni pour aucun moment Sa Majesté ne doit leur faire confiance, car il peut bien prendre un exemple de moi, qui était leur allié, comment ils m'ont trahi".

### Apparence physique
Physiquement, il était assez grand pour l’époque, entre 1,8 mètre (5 pi 11 po) et 1,9 m (6 pi 3 po) de hauteur, mais il n’était pas aussi bien disposé physiquement en fait il appréciait beaucoup la bonne nourriture et surtout il était avide de certains mulets dans l’huile que son beau-père Ercole lui envoyait parfois. Aliprando Caprioli dit: « il n’était pas bien disposé du corps, mais beau du visage; et d’une présence généreuse ».
Au fil des ans, sans l’entraînement physique nécessaire, il a pris de plus en plus de poids, puis n’a perdu du poids qu’après la mort de sa femme (en raison du jeûne continu) et la captivité, puis est redevenu « plus gros que jamais », comme décrit par l’ambassadeur Domenico Trevisan, après s’être habitué à l’emprisonnement.
Il n’était donc pas habitué à porter les farsetti (pourpoints) serrés typiques des jeunes hommes et des condottieri, mais plutôt des vêtements qui lui venaient juste au-dessus du genou. Cependant, il avait de larges épaules et les mettait en évidence avec des chaînes en or massif, comme on peut le voir dans le soi-disant retable des Sforza. Il avait des yeux, des cheveux et un teint foncé qui lui valurent son surnom. Le chroniqueur ferrarais Girolamo Ferrarini, qui l’a rencontré à vingt-cinq ans en 1477, le décrit comme « d’apparence noble et belle, bien qu’il soit brun au visage ».

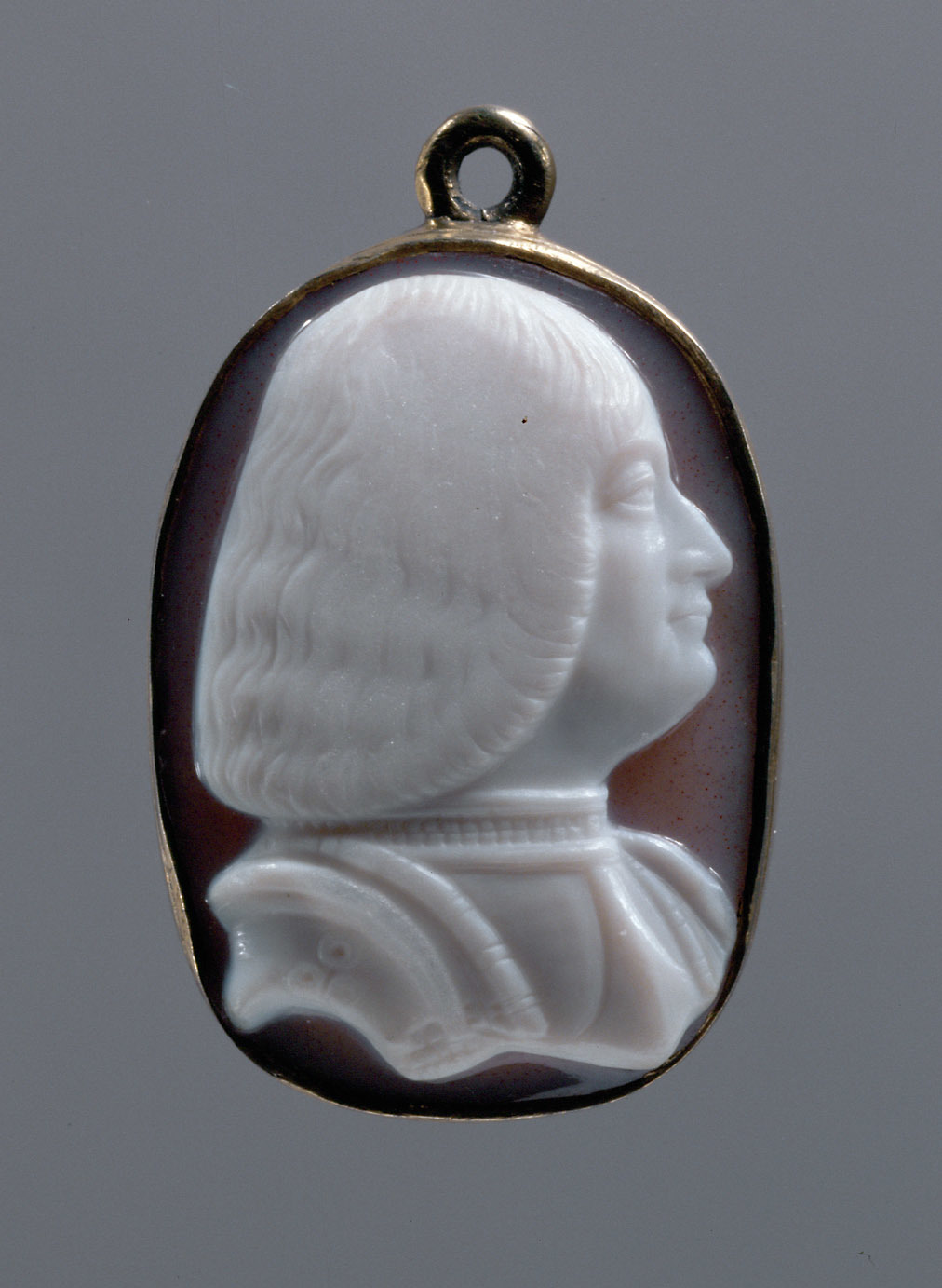
Caméo de Ludovico, Domenico de ́ Cameos, 1495 ca.

#### Ludovico «le séducteur»
Après la mort de sa femme, il a commencé à souffrir de diverses maladies, telles que la goutte et l'asthme mais, dans les meilleures années cependant, il avait un grand charme et d’un grand charisme ; il se vantait de n’avoir jamais eu à forcer une femme à se livrer à lui, et même de les avoir toutes aimées. La renommée de séducteur est venue à un point tel qu’on a même parlé d'une relation (probablement inventée) avec sa nièce Isabelle d’Aragon, relation qui aurait été la raison pour laquelle Gian Galeazzo, indignée, avait refusé de consommer le mariage. L’ambassadeur d’Este Giacomo Trotti attribue alors au « trop de coith » avec Cecilia Gallerani la cause d’un certain malaise qui frappe Ludovico en 1489. De plus, Ludovico lui-même, après la mort de Béatrice d'Este, en vint à se vanter d’avoir également eu une liaison avec Isabelle d’Este, sa sœur, à l'époque où sa femme était encore en vie, insinuant ainsi que c’était par jalousie que le marquis de Mantoue Francesco Gonzaga, époux d’Isabelle, continuait à jouer le double jeu entre lui et la seigneurie de Venise. Isabelle a sans doute toujours eu un faible pour Ludovico, et en fait enviait sa sœur depuis le début pour le mariage chanceux qui l’avait touchée, pour les richesses et pour les enfants, mais il n’est pas prouvé qu’elle avait réellement été son amante, et en tout cas son beau-père Ercole d’Este s’est immédiatement empressé de démentir la rumeur.

### Personnalité
Certes, Ludovico était prodigue avec ses amis, très libéral, accommodant, réfléchi et humain, mais il s’est avéré très peu énergique, sinon stimulé, et, peut-être à la suite de l’accident vasculaire cérébral déjà mentionné, il est devenu de plus en plus contradictoire et instable. À cet égard, le jugement de Camillo Porzio est exemplaire :
Ludovico Sforza, qui voulait être surhumain dans les conseils, et dans son travail est apparu un peu plus qu’une femme [...]

— Camillo Porzio, La congiura de' baroni del Regno di Napoli etc.
Paolo Giovio, qui a plutôt des mots très durs pour Béatrice d'Este, le décrit comme suit :
Très humain et très facile à donner au public et son âme n’est jamais submergée par la colère. Modérément et avec beaucoup de patience, il donna raison, et avec une libéralité singulière, il favorisa les génies illustres, que ce soit dans les lettres ou dans les arts nobles. Et finalement, quand la famine ou la peste arrivait, il prenait grand soin des provisions et des soins de santé; et enleva les frottements, et redressa les bâtiments maladroits de la ville, il apporta tant de splendeur et de richesse à la Lombardie, qu’il fut appelé par tous le bâtisseur de la paix dorée, de la sécurité publique et de la grâce.

— Paolo Giovio, Istorie del suo tempo
Parfois, il savait se vanter, comme lorsqu’en 1496 il se vantait que le pape Alexandre était son aumônier, l’empereur Maximilien son chef, Venise son chambellan et le roi de France son courrier qui devait aller et venir en Italie à volonté. Guicciardini le dit « un prince très vigilant d’une ingéniosité très aiguë », et ailleurs: « Je ne manque pas de timidité dans l’adversité, qui immodérisent dans la prospérité, comme presque toujours se combine dans le même sujet l’insolence avec la timidité, démontré avec des larmes inutiles sa lâcheté ».
.

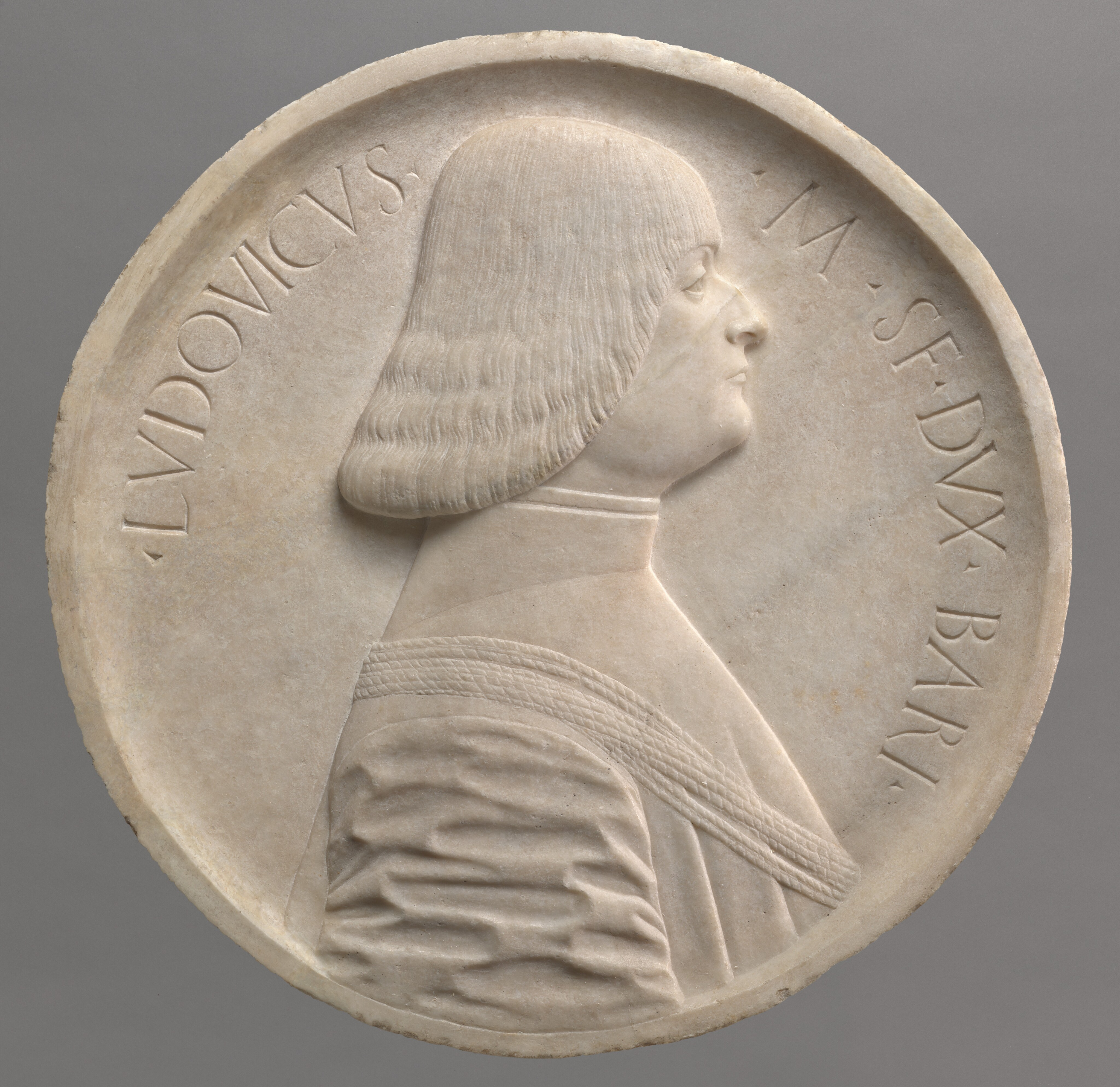
Ludovico duc de Bari, début des années 90. Bas-relief en marbre de Benedetto Briosco.

Le chroniqueur Andrea Prato, qui lui reproche sévèrement d’avoir préféré Galeazzo Sanseverino à Gian Giacomo Trivulzio, brosse un tableau impitoyable, disant qu’il était en effet d’une intelligence rare et prudente, mais craintif, à tel point qu’il semblait abhorrer non seulement les batailles, mais même entendre parler de choses atroces et cruelles, c’est pourquoi il n’était pas aimé par les soldats, qui veulent qu’un gentleman fougueux se tienne à leurs côtés et s’expose au danger avec eux.
En sa femme, femme de fort caractère et amoureuse de la guerre, donc capable de compenser les manquements de son mari, il a trouvé sa collaboratrice la plus fidèle et la plus valable, à tel point que sa mort a marqué sa chute. Béatrice d'Este lui fit aveuglément confiance, lui accorda une grande liberté et lui confia des tâches importantes, faisant d’elle toujours une participante aux conseils et aux négociations de guerre. En tant que mari, il était donc, au moins au début, presque impeccable, et s’il n’y avait pas eu les trahisons continues, rien n’aurait pu être reproché à cet égard. Certains historiens, errants, ont affirmé qu’il avait battu sa femme, mais la confusion provient d’une lettre de 1492, dans laquelle il est écrit que le duc de Milan avait « battu » sa femme: le duc de Milan s’appelait alors Gian Galeazzo, qui, selon son caractère, était en fait utilisé pour maltraiter sa femme Isabelle, et donc Ludovico ne s’est jamais permis de faire un tel geste envers cette femme qui « aimait plus que lui-même ».

Même en tant que père, il était attentif, aimant et présent, grand était l’amour qu’il portait avant tout envers sa propre fille, Bianca Giovanna, et insupportable la douleur qu’il montrait pour sa mort inattendue prématurée. Il était également particulièrement attaché à Galeazzo Sanseverino, qui était aussi le fils de Roberto, et pour cette raison, il a épousé sa fille préférée, l’a couverte d’honneurs et lui a permis de garder dans le château presque une cour à lui. Galeazzo, pour sa part, le servit fidèlement et, bien qu’il ne fût pas aussi habile à la guerre que son frère Fracassa, c’était lui qui occupait le rôle de capitaine général de l’armée des Sforza. Précisément cet abus a cédé à Ludovico la haine qui s’est avérée plus tard fatale à Gian Giacomo Trivulzio, qui s’était vu soudainement privé du titre. Cette étrange amitié a stimulé les mauvaises langues à tel point que Francesco Guicciardini a recueilli ces voix accusant le More de sodomie. 
S’il était un seigneur de grand génie et un homme vaillant, et qu’il lui manquait ainsi la cruauté et les nombreux vices que les tyrans ont habituellement, et pouvait à bien des égards être qualifiés d’homme vertueux, ces vertus aussi étaient obscurcies et couvertes par de nombreux vices; parce qu’il était malhonnête dans le péché de sodomie et, comme beaucoup l’ont dit, toujours comme un vieil homme non moins patient qu’un agent; il était avare, varié, changeant et de peu d’esprit; mais que, parce qu’il trouvait moins de compassion, il y avait une ambition infinie qui, pour être arbitre de l’Italie, l’obligeait à laisser passer le roi Charles et à remplir l’Italie de barbares.

— Francesco Guicciardini, Storia fiorentina.

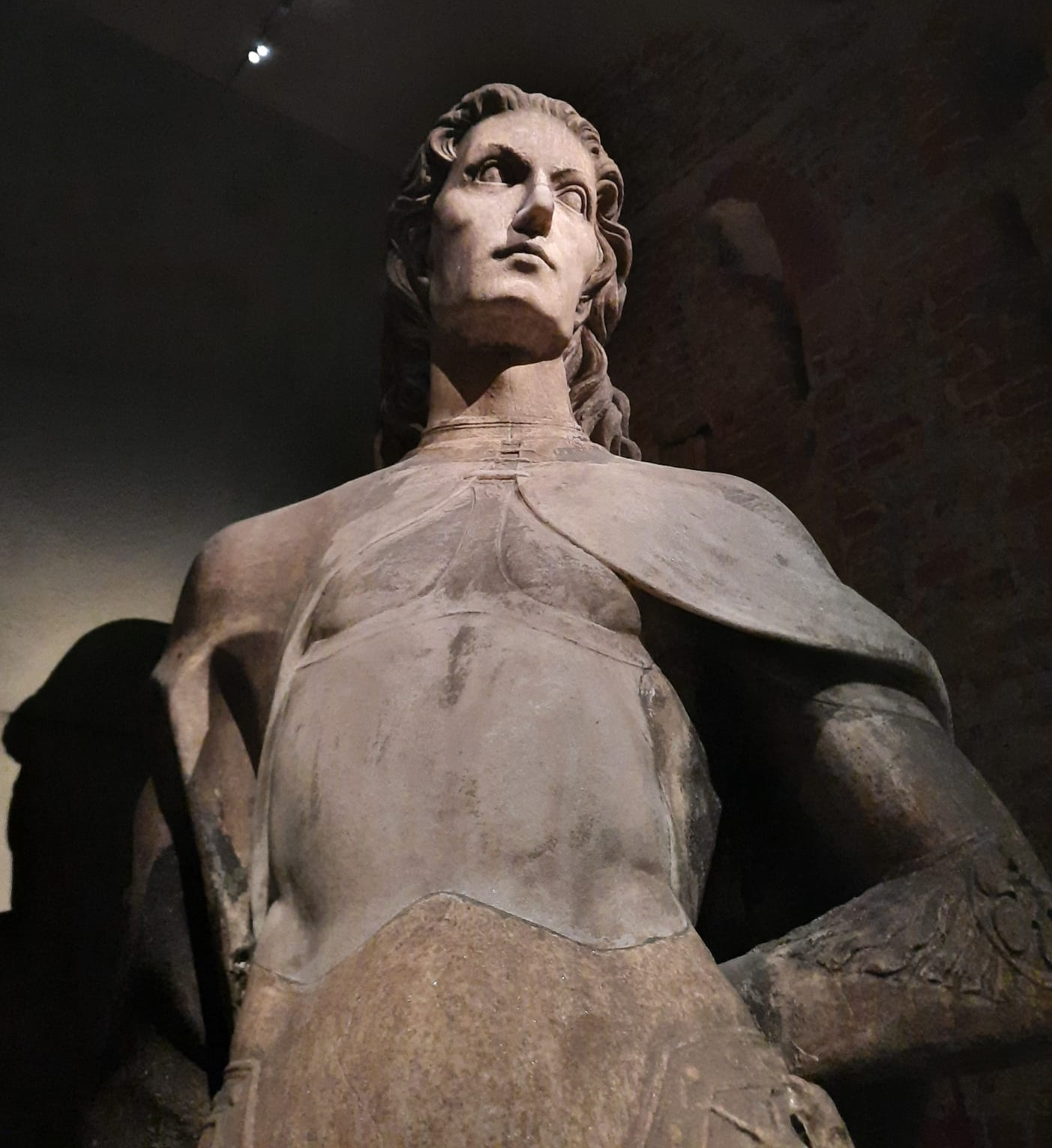
Portrait possible de Galeazzo Sanseverino sous les traits de San Vittore il Moro. Statue dans la collection du Grand Musée du Duomo de Milan, fin du XVe siècle.

La pratique de la sodomie, selon l’ancienne coutume grecque, était d’ailleurs répandue presque partout à cette époque, et beaucoup d’autres puissants et seigneurs n’en étaient pas exemptés.

#### Amour pour la terre
La grande passion de Ludovico était en effet l’agriculture: Ludovico aimait se rappeler que son grand-père, Muzio Attendolo, avant de devenir un leader, était né agriculteur, et il était lui-même un cultivateur expert de vignes et de mûres, le célèbre moròn, avec lequel ils nourrissaient les vers à soie qui rendaient célèbre l’industrie milanaise. Il a créésa propre ferme près de Vigevano, la soi-disant Sforzesca, avec adjacente la Pecorara où diverses espèces de bovins, de moutons et d’autres animaux ont été élevés, que Ludovico aimait beaucoup et où il rendait souvent visite avec sa femme Béatrice d'Este, comme lui un amoureux de la nature. Ce n’est pas un hasard s’il a employé Léonard de Vinci presque plus comme ingénieur que comme artiste, utilisant ses connaissances pour construire une série d’aqueducs utiles à l’irrigation des terres naturellement arides. En fin de compte, il décida, par acte officiel du 28 janvier 1494, de faire don de la Sforzesca, ainsi que de nombreuses autres terres, à sa bien-aimée Béatrice d'Este, et cela semble encore plus important si l’on considère que de cette seule compagnie Ludovico recevait chaque année des revenus très riches.

#### Astrologie
Peut-être précisément à cause de ses propres insécurités, il était obsédé par l’astrologie, à tel point que les courtisans de Ferrare ont remarqué qu’à Milan rien n’était fait sans qu’Ambroise de Rosate, astrologue et médecin personnel de Ludovico, ait d’abord consulté les étoiles.

#### Culture
C’était un homme cultivé, il connaissait le latin et le Français et chaque fois qu’il le pouvait, il s’arrêtait pour écouter la lecture quotidienne et les commentaires de la Divine Comédie que l’humaniste Antonio Grifo gardait à la demande de la duchesse Béatrice d'Este, qui en était très passionnée. Après sa mort et sa capture, Ludovico demanda comme dernier souhait de pouvoir garder avec lui un livre de l’œuvre de Dante qu’il lisait continuellement pendant sa captivité, dont il se plaisait à écrire les triplés, traduits en Français, sur les murs de sa cellule, ainsi que certaines de ses autres pensées nostalgiques imprégnées de sagesse.

## Origine du surnom Moro
Ludovico a gagné le surnom de « Moro » quand il était enfant. C’est ce que la foule l’a acclamé lorsqu’il a défilé en procession dans les villes du duché. Il existe différentes interprétations concernant la raison de ce choix :
1. Alessandro Visconti[91] dans son Histoire de Milan, estime que ce surnom lui a été donné pour avoir introduit dans la campagne lombarde la culture du mûrier, une plante appelée localement moròn, terme dialectal du latin morus.[92] Il semble qu’il ait aimé le mûrier comme dernière plante à mettre les feuilles et à porter des fruits et qu’il l’ait adopté parmi les nombreuses entreprises ducales. Cependant, on sait que le mûrier était déjà cultivé à l’époque de Gian Galeazzo Visconti et que son frère Galeazzo Maria Sforza, avec un décret ducal du 15 septembre 1470, avait considérablement favorisé sa diffusion.
2. Le surnom est peut-être dû à son teint bronze, à ses yeux noirs et à ses cheveux de corbeau, comme on le voit dans beaucoup de ses portraits[93].
3. Selon certains historiens, son père Francesco Sforza l’appelait Ludovico Mauro. Le nom apparaît deux fois dans un document de 1461[94].
4. Benedetto Varchi, dans son Histoire florentine, croit que le surnom dérive de son entreprise privée, représentant un Maure brossant la robe d’une femme noble, avec la devise Per Italia nettar d’ogni bruttura. Ludovico avait l’habitude de faire peindre les têtes de Maure dans des insignes avec un bandage attaché à son front et gardait parmi ses serviteurs et staffieri plusieurs « Maures », une coutume déjà répandue à la cour de Galeazzo Maria et dans d’autres cours italiennes de la Renaissance.

La solution à ce mystère est techniquement fournie par le chroniqueur contemporain Gian Andrea Prato, qui combine les deuxième et troisième points :
C’était ce Signor Ludovico Sforza avec la négligence de la couleur surnommée Moro; ainsi séduit initialement par son père Francesco et sa mère Bianca, Duchi de Milano, dans les premières années, alors qu’avec lui encore un enfant, raisonnant légèrement qu’ils plaisantaient.

— Giovanni Andrea Prato, Cronaca milanese

## Le mécène
Aussi bien durant sa régence que pendant son gouvernement ducal, Ludovic se préoccupe de l'aspect et du rayonnement intellectuel de la cité de Milan et du duché. Pour ce faire, il convie et héberge de nombreux artistes et savants. Comme son père, il élabore un audacieux programme d'urbanisme pour la ville de Milan qui dégage des rues et des places. Son mécénat se rapproche de celui de son père bien qu'il y introduise des différences subtiles. Pour donner plus de lustre à sa cour, il abandonne les artistes locaux et recherche un style architectural classique à la manière toscane pour évoquer la culture impériale et légitimer son pouvoir.

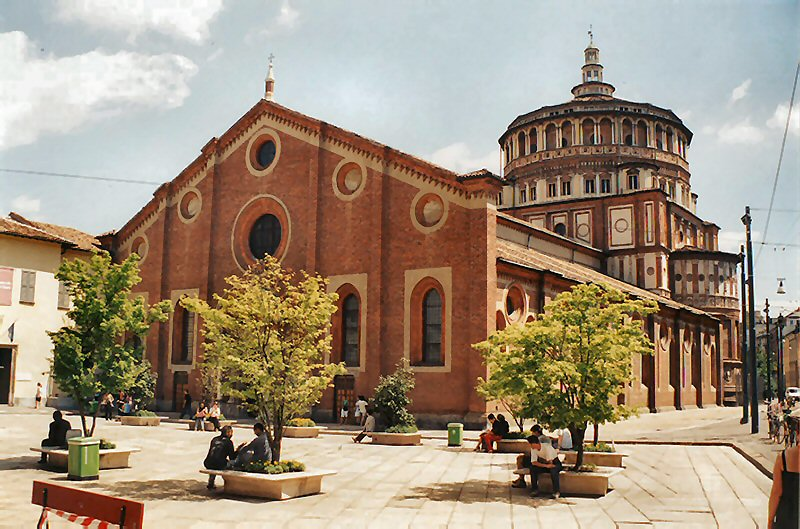
L'église Santa Maria delle Grazie

L'architecte Bramante est milanais de 1478 à 1500. En 1486, il édifie pour Ludovic le Castello della Sforzesca, une vaste maison de campagne. Il participe à la décoration de l'église Santa Maria presso San Satiro, du presbytère et des cloîtres de la basilique Sant'Ambrogio, de l'abside de l'église Santa Maria delle Grazie à Milan où le duc décide en 1492 d'élire sa sépulture,, , de la place Ducale et du Castello Sforzesco à Vigevano. À partir de 1492, il conçoit les plans du nouveau cloitre et de la sacristie de Santa Maria delle Grazie, ainsi que ceux de l'extension de la chapelle principale qui est destinée à accueillir le mausolée ducal et à devenir le chœur de l'église. Elle s'organise en un plan centré couvert d'une coupole, une tribune à l'étage permettant d'installer la sépulture de Ludovic Sforza et de Béatrice d'Este. De forme massive et classique, elle contraste avec le style gothique de la nef commencée sous Francesco Sforza. La première pierre est posée le 29 mars 1492, puis le chantier progresse lentement jusqu'à la mort de Béatrice d'Este le 2 janvier 1497. Ludovic commande alors une double tombe pour lui et son épouse défunte à Christoforo Solari. Si Amadeo supervise le chantier, le dôme et les trois absides suivent les projets de Bramante. Concernant la croissance de Vigevano, un secrétaire ferrarais écrit en 1492 : "[Ludovic] fait tout ce qu'il peut pour donner à Vigevano la civilité et le nom de citade". En effet, il reconstruisit la piazza dei Mercanti, rénova les voies de circulation et l'enceinte fortifiée, restaura le château Sforza et chercha à faire élever l'église Saint-Ambroise au rang de cathédrale (cathédrale de Vigevano).

La Dame à l'hermine
par Léonard de Vinci, 1485

Lorsque son ambassadeur doit trouver les quatre meilleurs peintres de Florence, c'est finalement Léonard de Vinci qui est choisi par le duc, principalement pour ses qualités d'ingénieur militaire et d'organisateur de fêtes de cour. Dans une célèbre lettre, Léonard propose ses services à Ludovic et propose d'effectuer : les travaux d'irrigation, de drainage, de génie militaire, de poliorcétique et d'art,. Il demeure de 1482 à 1500 dans la cité ducale où il réalise les commandes habituelles d'un artiste de cour, comme le portrait de la maîtresse de Ludovic, Cecilia Gallerani, ou des décors éphémères pour les fêtes de la cour. Il élabore le projet d'une imposante statue équestre qui doit être dressée à la gloire de Francesco Sforza dans la cour du château de Milan. Il peint à la détrempe en 1498 les branches de dix-huit mûriers, l'un des emblèmes du duc, sur les murs et les voûtes de la sala delle Asse du château des Sforza, où elles s'entremêlent autour d'un oculus doré aux armes de Ludovic et de Béatrice d'Este. Entre autres réalisations, il peint La Vierge aux rochers (La Vergine delle Rocce), Portrait de musicien (Ritratto di musico), Portrait de dame (Ritratto di dama) appelé aujourd'hui La Belle Ferronnière, La Dame à l'hermine (La dama con l'ermellino), un profil de Bianca Sforza, fille de Ludovic, La Belle Princesse, lui serait attribué ; et surtout, de 1494 à 1498, la Cène (L'Ultima Cena) dans le réfectoire du couvent de l'église Santa Maria delle Grazie,. Le duc est étroitement lié à ce projet; les inscriptions en lettres d'or qui accompagnent la fresque et les armoiries le glorifient, lui et sa femme. Vinci faisait par ailleurs partie de la suite de Ludovic le More qui rencontra Charles VIII à Pavie en 1494.
Le moine mathématicien Luca Pacioli quitte Venise pour Milan en 1496, à la demande pressante de Ludovic ; il écrit en 1497 le Compendium de divina proporzione (Précis de la proportion divine), un de ses ouvrages les plus importants qu'il dédie à son mécène, traité sur les applications du nombre d'or et dont les illustrations sont réalisées par Léonard de Vinci.
Le duc poursuit les chantiers en cours et commande de nouveaux décors pour son château. Le Florentin Benedetto Ferini y construit une chapelle ainsi que le petit portique dit de l'éléphant, la Ponticella, une élégante galerie architravée qui mène aux appartements privés.
Vivent et travaillent à la cour de Ludovic les peintres Giovanni Ambrogio de Predis, ses frères Evangelista et Cristoforo, Andrea Solario, Franchino Gaffurio, l'enlumineur Giovanni Pietro Birago, les architectes et sculpteurs Giovanni Antonio Amadeo et Cristoforo Solari.
À partir de 1490, soucieux de réaffirmer ses liens dynastiques avec les Visconti, il lance des projets architecturaux à Pavie. Il confie le tombeau de Giangaleazzo Visconti dans la Chartreuse de Pavie, qui est aussi la nécropole ducale, à Giovanni Cristoforo Romano. En 1491, le chantier de finition de la façade est repris par Amadeo dont il apprécie le style de la Renaissance lombarde. Les décors des stalles du chœur, des fresques et des retables sont coordonnés par le peintre Ambrogio da Fossano dit Bergognone qui exécute lui-même deux peintures dynastiques dans les croisillons du transept, la fresque du Couronnement de la Vierge qui montre Ludovic avec son père en donateurs dans le bras gauche, tandis que dans le bras droit est célébré le fondateur Giangaleazzo Visconti qui présente la maquette de la chartreuse à la Vierge. L'église est consacrée en mai 1497. En 1499, un polyptyque est commandé au Pérugin pour la Chartreuse de Pavie.

## Ludovico dans l’art
Ludovico et sa cour d’artistes sont des sujets fréquents dans l’art du XIXe siècle, sur la vague du romantisme ; des événements tels que la profonde tristesse pour la mort de son épouse Béatrice d'Este, l’empoisonnement présumé du duc Gian Galeazzo, la présence d’artistes du calibre de Léonard de Vinci, ont inspiré des peintres tels que Giambattista Gigola (1816-1820), Giuseppe Diotti (1823), Francesco Gonin (1845), Francesco Podesti (1846), Cherubino Cornienti (1840 et 1858), Eleanor Fortescue-Brickdale (1920).

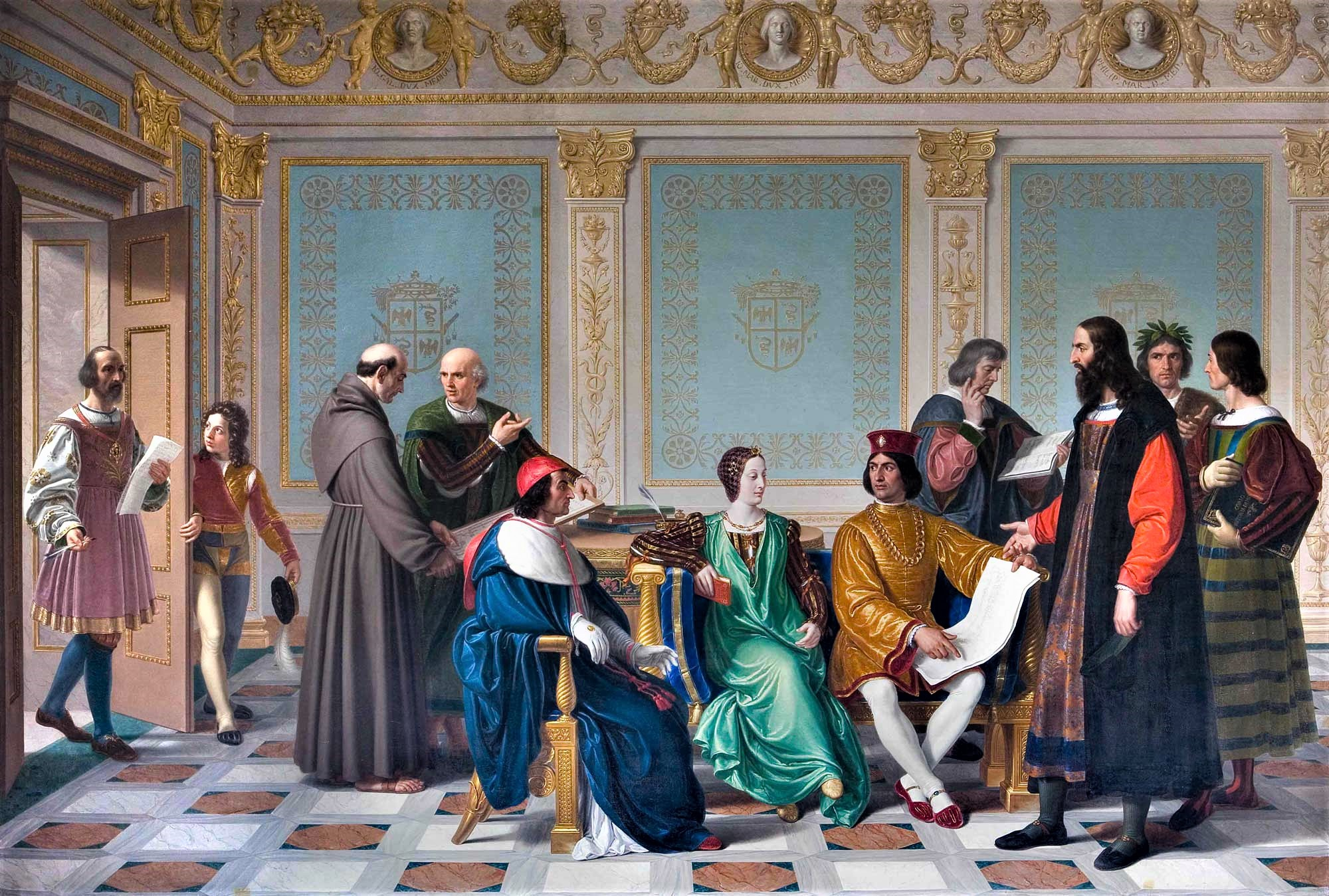
La cour de Ludovico il Moro, Giuseppe Diotti (1823). En partant de la gauche : une page ouvre la porte au secrétaire Bartolomeo Calco. Au centre de la scène sont assis le cardinal Ascanio, la duchesse Béatrice d'Este et le duc Ludovic, à qui Léonard de Vinci montre le projet de fresque de la Cène. Autour d'eux d'autres grandes personnalités de la cour sont reconnaissables : à gauche Bramante avec le mathématicien Fra' Luca Pacioli ; à droite le musicien Franchino Gaffurio, le poète Bernardo Bellincioni et l'historien Bernardino Corio[101].
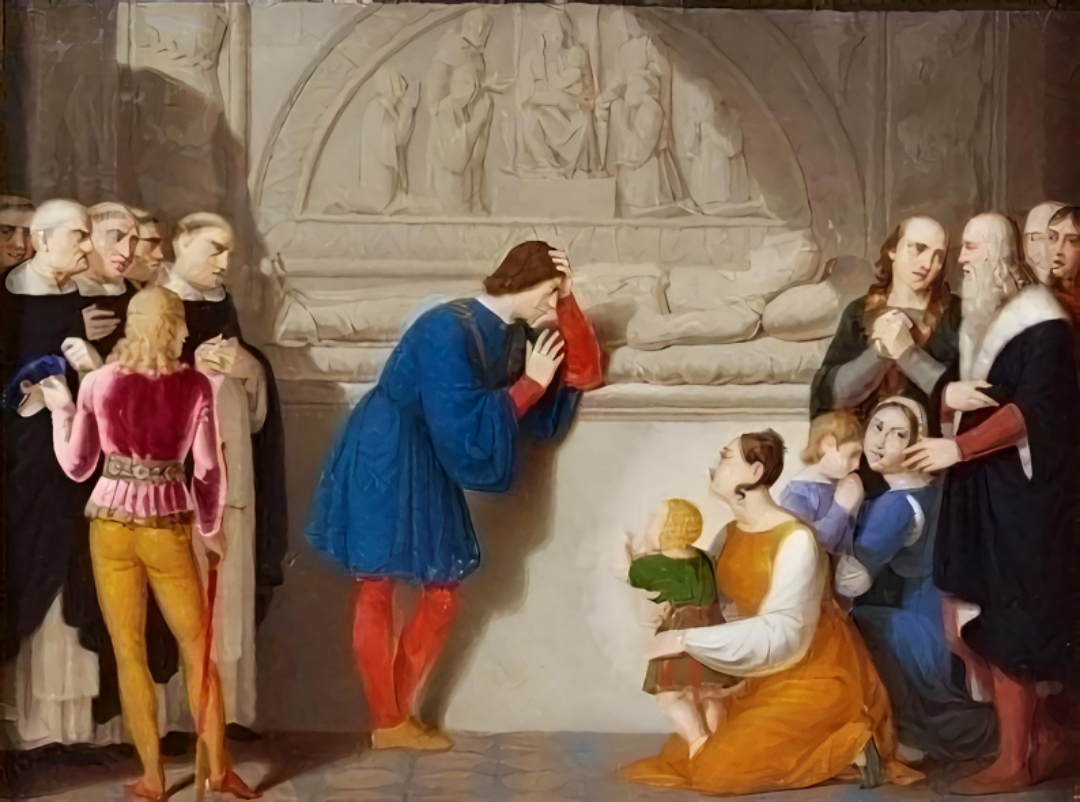
Ludovico pleure sur la tombe de sa femme Béatrice d'Este, Giovanni Battista Gigola, 1815 ca. Les frères de S. Maria delle Grazie sont présents à gauche, à droite les deux orphelins Ercole Massimiliano et Francesco avec leurs nourrices respectives, ainsi que Bramante et Leonardo.
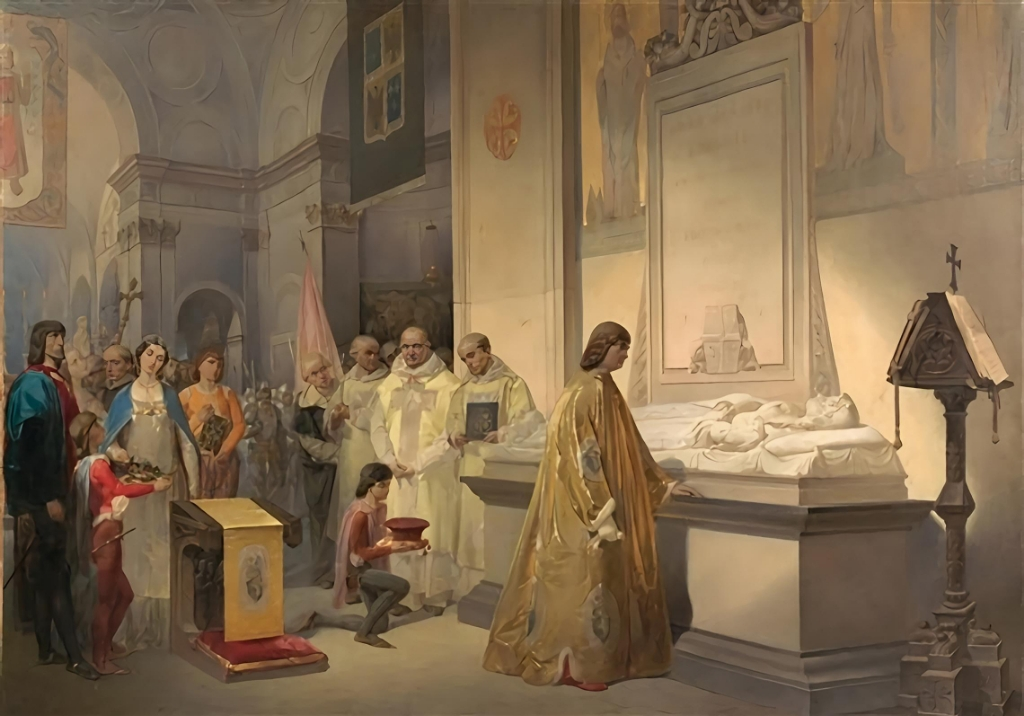
Le duc Ludovico a visité la tombe de sa femme dans l’église de Santa Maria delle Grazie, Alessandro Reati, entre 1850 et 1873.
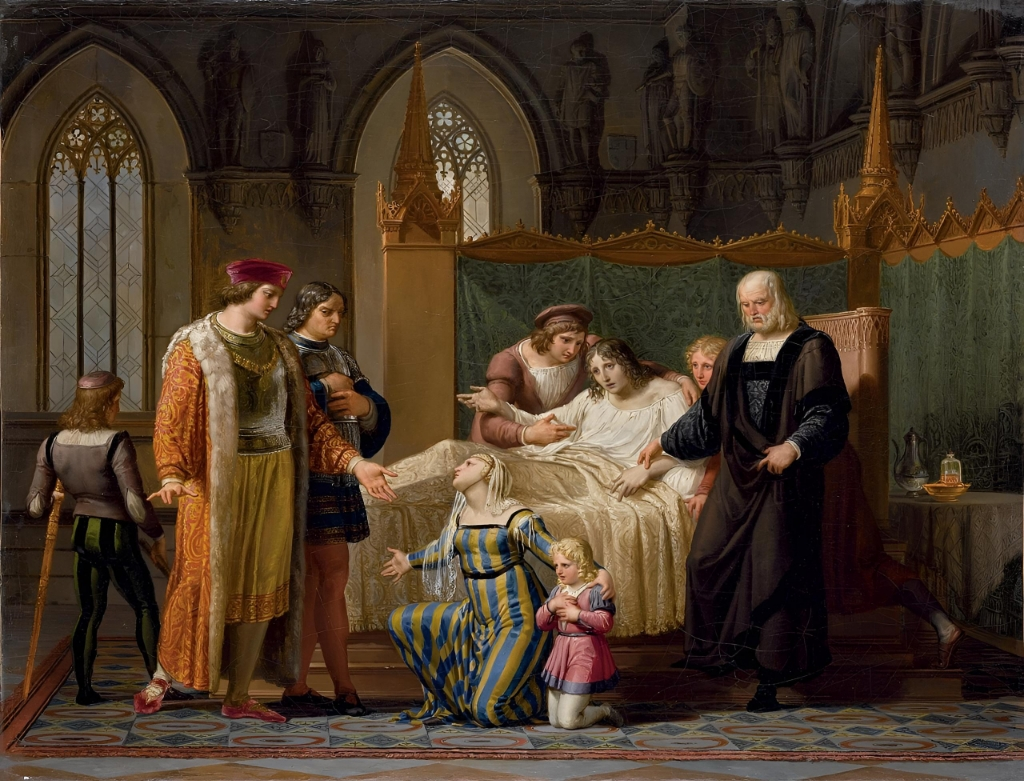
La rencontre de Charles VIII et Gian Galeazzo Sforza à Pavie en 1494, Pelagio Palagi. Devant le lit de son mari mourant, la duchesse Isabelle d’Aragon supplie le souverain Charles VIII à genoux de ne pas vouloir poursuivre la guerre contre Alphonse son père et lui confie son fils Francesco. À côté du roi, au visage ombragé, se tient le duc Ludovico, présumé responsable de l’empoisonnement.
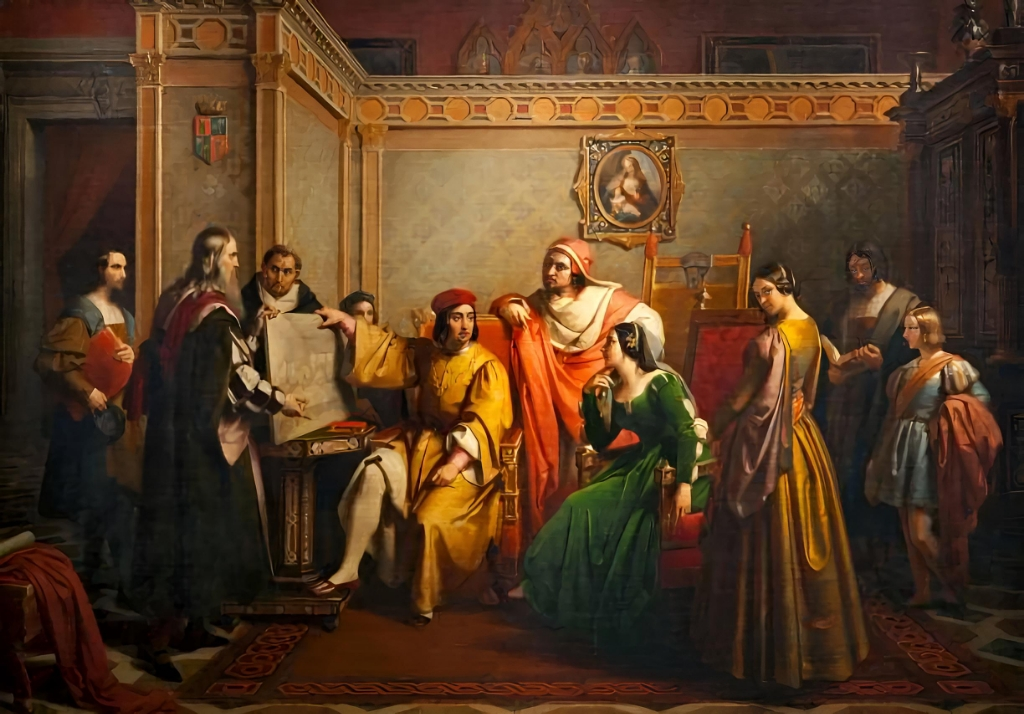
Léonard présente l'esquisse de la Cène au duc de Milan Ludovico il Moro, Francesco Podesti, 1846. Au centre de la scène se trouvent, comme ailleurs, le duc avec la duchesse Béatrice d'Este et le cardinal Ascanio.
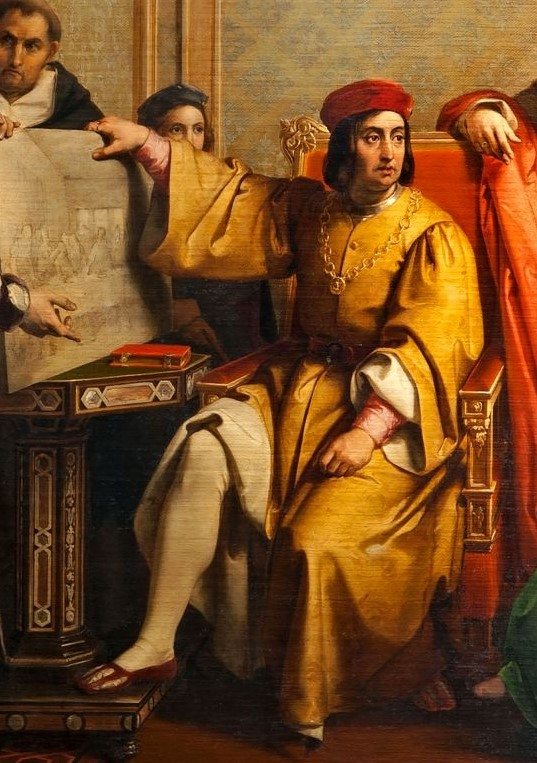
Détail du duc Ludovico.
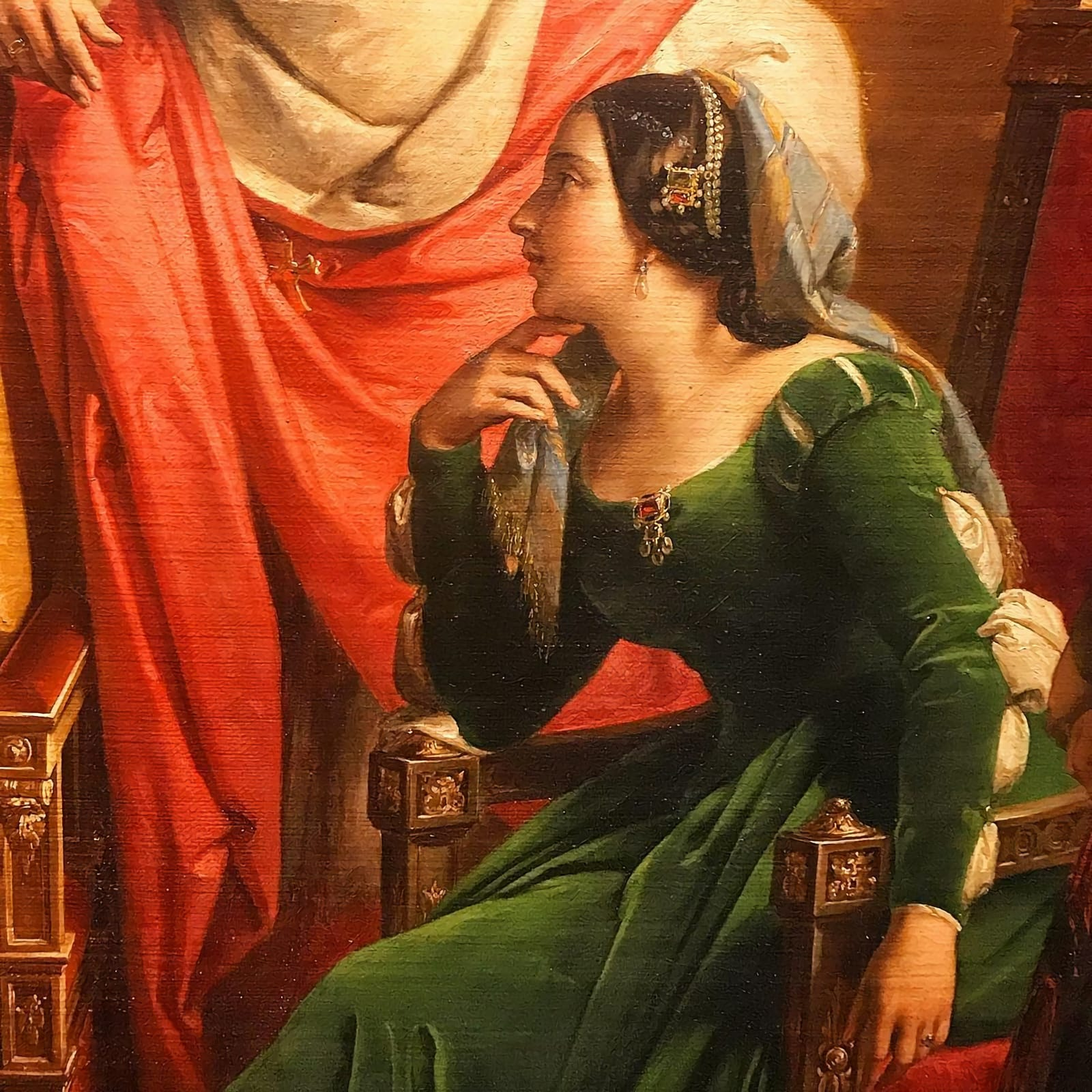
Détail de la duchesse Béatrice d'Este
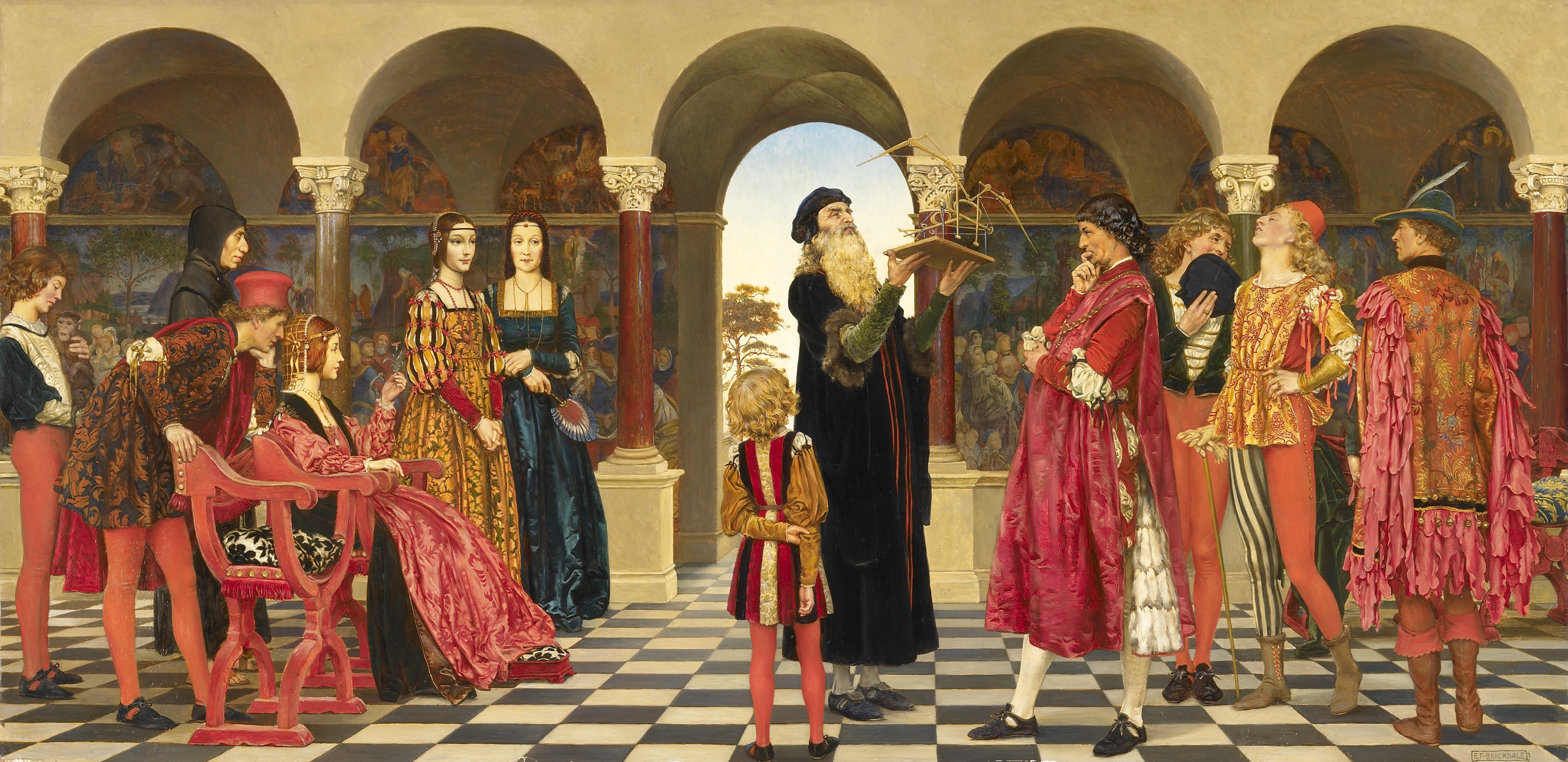
The Forerunner o La corte di Ludovico il Moro. Eleanor Fortescue-Brickdale. À gauche, on reconnaît la duchesse Béatrice d'Este, à qui un courtisan lui chuchote quelque chose à l'oreille ; entre Savonarole, Cecilia Gallerani et Elisabetta Gonzaga; une page embrasse également un petit singe, un hommage à celui que possédaient réellement les ducs. À droite Léonard de Vinci montre son modèle de machine volante au duc Ludovico ; quelques courtisans et le petit blond Ercole Massimiliano regardaient amusés.
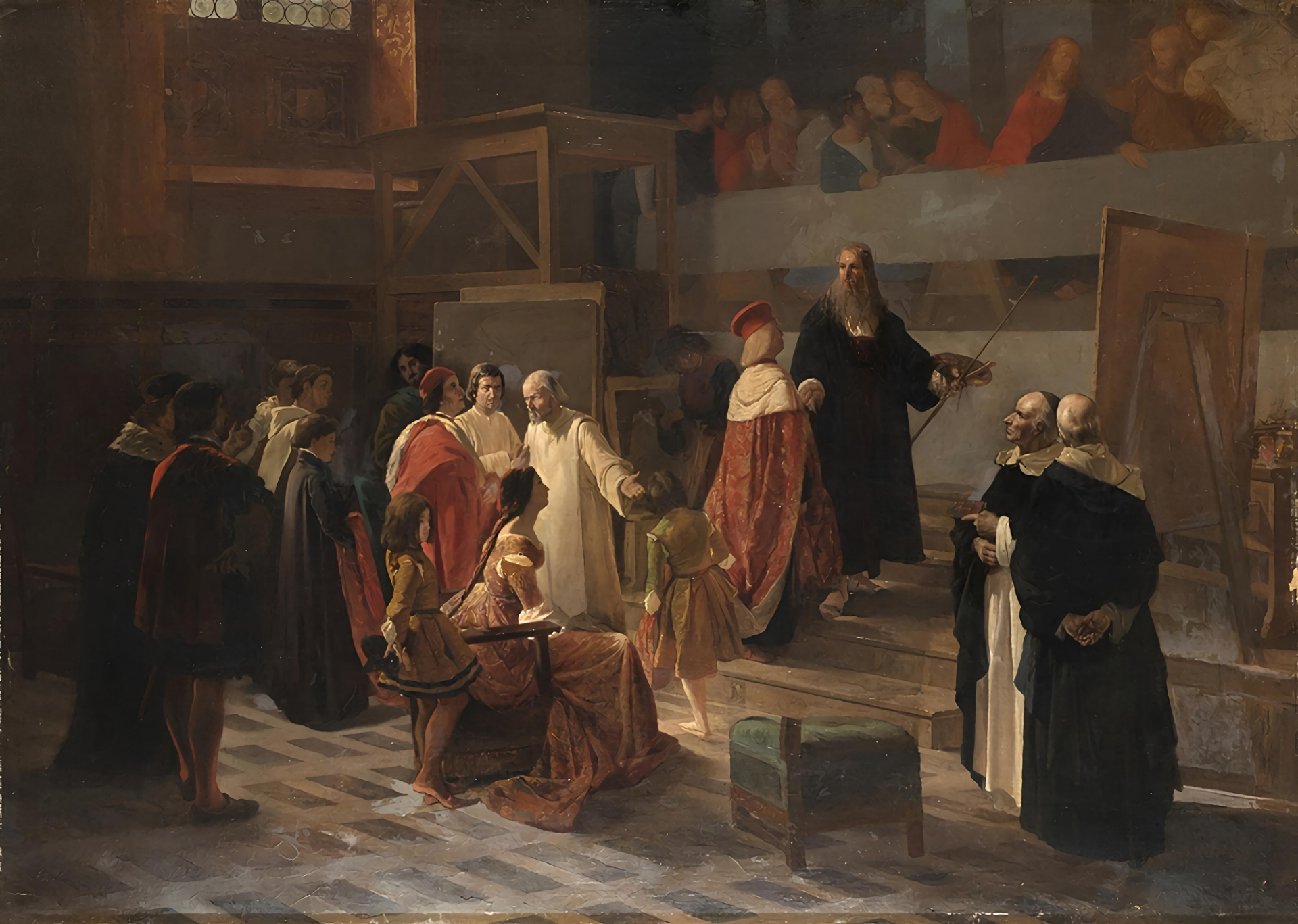
Ludovico il Moro rend visite à Léonard de Vinci dans le réfectoire de Santa Maria delle Grazie, milieu du XIXe siècle, Cherubino Cornienti. Derrière la blonde Moro, la duchesse Béatrice d'Este et le cardinal Ascanio admirent l’œuvre absorbée.

## Descendance
Ludovic a laissé plusieurs descendants légitimes et illégitimes.

### Enfants légitimes
De son mariage, le 17 janvier 1491, avec Béatrice d'Este naquirent deux enfants :
- Hercule Maximilien appelé Maximilien (1493-1530 ou 1552), prince de Pavie, qui sera duc de Milan de 1512 à 1515 et de 1529 à 1530[N 15] ;
- François (1495-1535), qui sera duc de Milan de 1530 à 1535 ;
- Le troisième fils, également un homme, est né mort et, n’ayant pas été baptisé, n’a pas pu être placé avec sa mère dans la tombe. Ludovico, le cœur brisé, le fit donc enterrer au-dessus de la porte du cloître de Santa Maria delle Grazie avec cette épitaphe latine : « Ô accouchement malheureux ! J’ai perdu la vie avant ma naissance, et plus malheureux, en mourant, j’ai pris la vie de ma mère et le père a privé sa femme. Dans tant de destins défavorables, cela seul peut être réconfortant pour moi, que des parents divins m’ont porté, Ludovico et Béatrice d'Este ducs de Milan. 1497, 2 janvier »[103].

### Enfants naturels
Ludovic eut, hors mariage, plusieurs enfants illégitimes dont:
De son amante Romana, il avait:
- Leone (1476 - Milan 1496), entre la fin de 1495 et le début de 1496 épousa la jeune noble Margherita Grassi[104] déjà veuve de son oncle Giulio Sforza, à qui il avait donné un fils[105]. Il mourut peu après le mariage sans avoir eu de descendance[106]. Il est souvent confondu avec son oncle du même nom, ce dernier abbé de San Vittore à Vigevano depuis 1495.

De sa maîtresse Bernardina de Corradis, il avait:
- Bianca Giovanna (1482 - Milan, 23 novembre 1496), mariée à Galeazzo Sanseverino, seigneur de Bobbio.

De son amante Cecilia Gallerani, il eut un fils :
- Cesare, (Milan, 1491 - 1514), abbé de la basilique de San Nazaro in Brolo à Milan à partir de 1498, chanoine à partir de 1503.

De son amante Lucrezia Crivelli, il eut deux enfants:
- Giovanni Paolo I Sforza ou Giampaolo I Sforza, (Milan, 14 mars 1497 – Naples, 13 décembre 1535), dont descend la branche Sforza du Caravage, épousa Violante Bentivoglio des comtes de Campagna et seigneurs de Bologne ;
- Un deuxième enfant est né, probablement, en 1500, puisque Lucrezia était de nouveau enceinte lorsqu’elle a trouvé refuge auprès de la marquise Isabelle d’Este[107].

D'amantes inconnues, il avait:
- Galeazzo, fils aîné, né avant 1476 et mort enfant[108] probablement déjà avant 1483, car dans son premier testament, datant de cette année-là, Ludovico ne mentionne pas d’autres enfants que Bianca et Leone[109].
- Sforza (1484/1485-1487)[104].

Peut-être avait-il aussi un autre fils illégitime inconnu de nous si, comme l’a rapporté Bernardino Corio, en 1496 trois de ses fils bâtards sont morts, à savoir Léon, Bianca et un troisième qui ne peut être identifié avec aucun des susmentionnés.

## Influence culturelle

### Littérature
Ludovico est le protagoniste ou co-protagoniste de certaines œuvres littéraires:

#### Tragédies
- La morte di Ludovico Sforza dite il Moro, de Pietro Ferrari (1791);
- Lodovico Sforza dit il Moro, par Giovanni Battista Niccolini (1833);
- Lodovico il Moro, de Giuseppe Campagna (1834).
- Cicco Simonetta: dramma, avec préface historique, de Carlo Belgiojoso (1858).

#### Romans
- Lodovico il Moro, de Giovanni Campiglio (1837);
- Béatrice ou La corte di Lodovico il Moro d’Ignazio Cantù (1838);
- La città ardente de Dino Bonardi (1933);
- Poisons, femmes et intrigues à la cour de Ludovico il Moro d’Ezio Maria Seveso (1967);
- Ludovico il Moro, un gentiluomo in nero de Mariana Frigeni (1980);
- Il Moro - Gli Sforza nella Milano di Leonardo, de Carlo Maria Lomartire (2019).

#### Bandes dessinées
- Ludovico il Moro - Seigneur de Milan, bande dessinée de 2010.

### Culture de masse
- Le neuvième épisode de la mini-série Bayard de 1964 lui est dédié.
- Dans la mini-série de la RAI de 1971 La vita di Leonardo da Vinci, Ludovico est joué par Giampiero Albertini.
- Dans le film Lucrezia Giovane de 1974, il est joué par Piero Lulli.
- Dans la mini-série de 1981 The Borgias, il est interprété par Robert Ashby.
- Dans le film de 2004 Le grandi dame di casa d’Este, il est joué par Paolo Catani.
- Dans la série 2011-2014 Borgia apparaît comme un caméo, joué par Florian Fitz.
- Dans la série The Borgias de 2011-2013, il est interprété par Ivan Kaye.
- Dans le film documentaire leonardo da Vinci - Le génie à Milan en 2016, il est joué par Vincenzo Amato.
- Dans la série 2016-2019 Les Medicis, il est joué par Daniele Pecci.
- Dans le film de 2019 Io, Leonardo, est joué par Massimo de Lorenzo.
- Dans la mini-série Leonardo de 2021, il est joué par James D’Arcy.

### Culinaire
|                                                                        |  |  |
| Dolceriso del Moro décoré de l'emblème Sforza de la brosse de toilette |  |  |

À Ludovico est dédié le Dolceriso del Moro, un dessert typique de Vigevano, dont l’invention est traditionnellement attribuée à la duchesse Béatrice d'Este elle-même, qui l’aurait conçu au printemps 1491 pour plaire à son illustre épouse. C’est une sorte de riz au lait à la ricotta, enfermé dans un emballage de pâte brisée et enrichi de fruits confits, de pignons de pin, d’amandes et d’eau de rose. Ce dernier ingrédient a servi - semble-t-il - à induire l’harmonie, l’harmonie et la fidélité dans le couple.

### Légendes
- Ludovico est lié à l’une des légendes qui ont surgi autour de l’invention de Panettone, qui aurait été cuit pour la première fois dans ses cuisines.
- Autour de l’origine du surnom Moro, il existe une ancienne légende populaire selon laquelle Ludovico était enfant initialement appelé « le Taureau » en raison de sa force et de son impétuosité, tandis que « il Moro » était le surnom de l’un de ses camarades de jeu plébéiens, Cesarino della Griona, qui lui ressemblait incroyablement si ce n’était pour le fait d’être toujours sale. Un jour, qui était Noël 1462, les deux décidèrent en plaisantant d’échanger des rôles : tandis que Cesarino, lavé et bien habillé, se faisait passer pour Ludovico dans le hall de la cour, le vrai Ludovico descendit le capot de la cheminée attaché à une corde, mais resta coincé. Cesarino lui-même s’est précipité vers les appels à l’aide de son ami, le libérant en le tirant par les pieds. À ce moment-là, le duc Francesco Sforza, voyant son fils tout noir pour la suie, jugea nécessaire d’échanger les surnoms des deux enfants, et c’est ainsi que Ludovico devint « le More », et Cesarino, pour la force démontrée, « le Taureau ». On dit aussi que cette légende est à la base de la célèbre histoire Le Prince et les Pauvres de Mark Twain[111],[112].
- Parmi les différents fantômes qui habiteraient le château de Vigevano, dont celui de sa femme Béatrice d'Este, on parle aussi d’un cheval blanc que l’on a vu courir dans l’escalier menant à la Place des Doges et qui en parcourt ici trois tours avant de disparaître[113]. Le cheval aurait été le favori de Ludovico, qui aurait voulu éviter les dangers de la guerre lors de la défaite fatidique de Novare en 1500. À la recherche de son maître et trouvant les portes de la forteresse barrées, l’animal aurait battu ses sabots sur le trottoir de la place avec une telle violence qu’il ouvrirait un gouffre dans lequel il tomberait finalement[114].

## Liens de parenté
L'arbre de parenté ci-après fait apparaître les liens entre la maison capétienne de Valois, de Jean II jusqu'à Charles VIII et Louis XII et les familles Visconti et Sforza. Il permet, entre autres, de constater que Louis XII et Ludovic Sforza ont un arrière-grand-père commun, Jean Galéas Visconti.
|  |  | Rois de France - Capétiens-Valois | Rois de France - Capétiens-Valois | Rois de France - Capétiens-Valois | Rois de France - Capétiens-Valois | Rois de France - Capétiens-Valois | Rois de France - Capétiens-Valois |  |  |  |  |  |  |  |  |  |  |  |  |  |  | Seigneurs et ducs de Milan | Seigneurs et ducs de Milan | Seigneurs et ducs de Milan | Seigneurs et ducs de Milan | Seigneurs et ducs de Milan | Seigneurs et ducs de Milan | : | : | : | : | : | : | Visconti | Visconti | Visconti | Visconti | Visconti | Visconti | puis | puis | puis | puis | puis | puis | Sforza | Sforza | Sforza | Sforza | Sforza | Sforza |

| Jean II (1319-1364)      | Jean II (1319-1364)      | Jean II (1319-1364)      | Jean II (1319-1364)      | Jean II (1319-1364)      | Jean II (1319-1364)      |  |  |  |  |  |  | Bonne de Luxembourg (1315-1349) | Bonne de Luxembourg (1315-1349) | Bonne de Luxembourg (1315-1349) | Bonne de Luxembourg (1315-1349) | Bonne de Luxembourg (1315-1349) | Bonne de Luxembourg (1315-1349) |  |  | Galéas II Visconti (1320-1378) | Galéas II Visconti (1320-1378) | Galéas II Visconti (1320-1378) | Galéas II Visconti (1320-1378) | Galéas II Visconti (1320-1378) | Galéas II Visconti (1320-1378) |                         |                         |                         |                         |                         |                         | Blanche de Savoie (1336-1387) | Blanche de Savoie (1336-1387) | Blanche de Savoie (1336-1387) | Blanche de Savoie (1336-1387) | Blanche de Savoie (1336-1387) | Blanche de Savoie (1336-1387) |                          |                          | Barnabé Visconti (1323-1385) | Barnabé Visconti (1323-1385) | Barnabé Visconti (1323-1385) | Barnabé Visconti (1323-1385) | Barnabé Visconti (1323-1385) | Barnabé Visconti (1323-1385) |                             |                             |                             |                             |                             |                             | Reine della Scala (1331-1384) | Reine della Scala (1331-1384) | Reine della Scala (1331-1384) | Reine della Scala (1331-1384) | Reine della Scala (1331-1384) | Reine della Scala (1331-1384) |
| Jean II (1319-1364)      | Jean II (1319-1364)      | Jean II (1319-1364)      | Jean II (1319-1364)      | Jean II (1319-1364)      | Jean II (1319-1364)      |  |  |  |  |  |  | Bonne de Luxembourg (1315-1349) | Bonne de Luxembourg (1315-1349) | Bonne de Luxembourg (1315-1349) | Bonne de Luxembourg (1315-1349) | Bonne de Luxembourg (1315-1349) | Bonne de Luxembourg (1315-1349) |  |  | Galéas II Visconti (1320-1378) | Galéas II Visconti (1320-1378) | Galéas II Visconti (1320-1378) | Galéas II Visconti (1320-1378) | Galéas II Visconti (1320-1378) | Galéas II Visconti (1320-1378) |                         |                         |                         |                         |                         |                         | Blanche de Savoie (1336-1387) | Blanche de Savoie (1336-1387) | Blanche de Savoie (1336-1387) | Blanche de Savoie (1336-1387) | Blanche de Savoie (1336-1387) | Blanche de Savoie (1336-1387) |                          |                          | Barnabé Visconti (1323-1385) | Barnabé Visconti (1323-1385) | Barnabé Visconti (1323-1385) | Barnabé Visconti (1323-1385) | Barnabé Visconti (1323-1385) | Barnabé Visconti (1323-1385) |                             |                             |                             |                             |                             |                             | Reine della Scala (1331-1384) | Reine della Scala (1331-1384) | Reine della Scala (1331-1384) | Reine della Scala (1331-1384) | Reine della Scala (1331-1384) | Reine della Scala (1331-1384) |
|                          |                          |                          |                          |                          |                          |  |  |  |  |  |  |                                 |                                 |                                 |                                 |                                 |                                 |  |  |                                |                                |                                |                                |                                |                                |                         |                         |                         |                         |                         |                         |                               |                               |                               |                               |                               |                               |                          |                          |                              |                              |                              |                              |                              |                              |                             |                             |                             |                             |                             |                             |                               |                               |                               |                               |                               |                               |
|                          |                          |                          |                          |                          |                          |  |  |  |  |  |  |                                 |                                 |                                 |                                 |                                 |                                 |  |  |                                |                                |                                |                                |                                |                                |                         |                         |                         |                         |                         |                         |                               |                               |                               |                               |                               |                               |                          |                          |                              |                              |                              |                              |                              |                              |                             |                             |                             |                             |                             |                             |                               |                               |                               |                               |                               |                               |
|                          |                          |                          |                          |                          |                          |  |  |  |  |  |  | Isabelle de Valois (1348-1372)  | Isabelle de Valois (1348-1372)  | Isabelle de Valois (1348-1372)  | Isabelle de Valois (1348-1372)  | Isabelle de Valois (1348-1372)  | Isabelle de Valois (1348-1372)  |  |  |                                |                                |                                |                                |                                |                                | Jean Galéas (1351-1402) | Jean Galéas (1351-1402) | Jean Galéas (1351-1402) | Jean Galéas (1351-1402) | Jean Galéas (1351-1402) | Jean Galéas (1351-1402) |                               |                               |                               |                               |                               |                               |                          |                          |                              |                              |                              |                              |                              |                              | Catherine (1360-1404)       | Catherine (1360-1404)       | Catherine (1360-1404)       | Catherine (1360-1404)       | Catherine (1360-1404)       | Catherine (1360-1404)       |                               |                               |                               |                               |                               |                               |
|                          |                          |                          |                          |                          |                          |  |  |  |  |  |  | Isabelle de Valois (1348-1372)  | Isabelle de Valois (1348-1372)  | Isabelle de Valois (1348-1372)  | Isabelle de Valois (1348-1372)  | Isabelle de Valois (1348-1372)  | Isabelle de Valois (1348-1372)  |  |  |                                |                                |                                |                                |                                |                                | Jean Galéas (1351-1402) | Jean Galéas (1351-1402) | Jean Galéas (1351-1402) | Jean Galéas (1351-1402) | Jean Galéas (1351-1402) | Jean Galéas (1351-1402) |                               |                               |                               |                               |                               |                               |                          |                          |                              |                              |                              |                              |                              |                              | Catherine (1360-1404)       | Catherine (1360-1404)       | Catherine (1360-1404)       | Catherine (1360-1404)       | Catherine (1360-1404)       | Catherine (1360-1404)       |                               |                               |                               |                               |                               |                               |
|                          |                          |                          |                          |                          |                          |  |  |  |  |  |  |                                 |                                 |                                 |                                 |                                 |                                 |  |  |                                |                                |                                |                                |                                |                                |                         |                         |                         |                         |                         |                         |                               |                               |                               |                               |                               |                               |                          |                          |                              |                              |                              |                              |                              |                              |                             |                             |                             |                             |                             |                             |                               |                               |                               |                               |                               |                               |
|                          |                          |                          |                          |                          |                          |  |  |  |  |  |  |                                 |                                 |                                 |                                 |                                 |                                 |  |  |                                |                                |                                |                                |                                |                                |                         |                         |                         |                         |                         |                         |                               |                               |                               |                               |                               |                               |                          |                          |                              |                              |                              |                              |                              |                              |                             |                             |                             |                             |                             |                             |                               |                               |                               |                               |                               |                               |
| Charles V (1338-1380)    | Charles V (1338-1380)    | Charles V (1338-1380)    | Charles V (1338-1380)    | Charles V (1338-1380)    | Charles V (1338-1380)    |  |  |  |  |  |  | Jeanne de Bourbon (1338-1378)   | Jeanne de Bourbon (1338-1378)   | Jeanne de Bourbon (1338-1378)   | Jeanne de Bourbon (1338-1378)   | Jeanne de Bourbon (1338-1378)   | Jeanne de Bourbon (1338-1378)   |  |  |                                |                                |                                |                                |                                |                                |                         |                         |                         |                         |                         |                         | Jean Marie (1388-1412)        | Jean Marie (1388-1412)        | Jean Marie (1388-1412)        | Jean Marie (1388-1412)        | Jean Marie (1388-1412)        | Jean Marie (1388-1412)        |                          |                          | Philippe Marie (1392-1447)   | Philippe Marie (1392-1447)   | Philippe Marie (1392-1447)   | Philippe Marie (1392-1447)   | Philippe Marie (1392-1447)   | Philippe Marie (1392-1447)   |                             |                             |                             |                             |                             |                             |                               |                               |                               |                               |                               |                               |
| Charles V (1338-1380)    | Charles V (1338-1380)    | Charles V (1338-1380)    | Charles V (1338-1380)    | Charles V (1338-1380)    | Charles V (1338-1380)    |  |  |  |  |  |  | Jeanne de Bourbon (1338-1378)   | Jeanne de Bourbon (1338-1378)   | Jeanne de Bourbon (1338-1378)   | Jeanne de Bourbon (1338-1378)   | Jeanne de Bourbon (1338-1378)   | Jeanne de Bourbon (1338-1378)   |  |  |                                |                                |                                |                                |                                |                                |                         |                         |                         |                         |                         |                         | Jean Marie (1388-1412)        | Jean Marie (1388-1412)        | Jean Marie (1388-1412)        | Jean Marie (1388-1412)        | Jean Marie (1388-1412)        | Jean Marie (1388-1412)        |                          |                          | Philippe Marie (1392-1447)   | Philippe Marie (1392-1447)   | Philippe Marie (1392-1447)   | Philippe Marie (1392-1447)   | Philippe Marie (1392-1447)   | Philippe Marie (1392-1447)   |                             |                             |                             |                             |                             |                             |                               |                               |                               |                               |                               |                               |
|                          |                          |                          |                          |                          |                          |  |  |  |  |  |  |                                 |                                 |                                 |                                 |                                 |                                 |  |  |                                |                                |                                |                                |                                |                                |                         |                         |                         |                         |                         |                         |                               |                               |                               |                               |                               |                               |                          |                          |                              |                              |                              |                              |                              |                              |                             |                             |                             |                             |                             |                             |                               |                               |                               |                               |                               |                               |
|                          |                          |                          |                          |                          |                          |  |  |  |  |  |  |                                 |                                 |                                 |                                 |                                 |                                 |  |  |                                |                                |                                |                                |                                |                                |                         |                         |                         |                         |                         |                         |                               |                               |                               |                               |                               |                               |                          |                          |                              |                              |                              |                              |                              |                              |                             |                             |                             |                             |                             |                             |                               |                               |                               |                               |                               |                               |
|                          |                          |                          |                          |                          |                          |  |  |  |  |  |  | Louis d'Orléans (1372-1407)     | Louis d'Orléans (1372-1407)     | Louis d'Orléans (1372-1407)     | Louis d'Orléans (1372-1407)     | Louis d'Orléans (1372-1407)     | Louis d'Orléans (1372-1407)     |  |  |                                |                                |                                |                                |                                |                                | Valentine (1368-1408)   | Valentine (1368-1408)   | Valentine (1368-1408)   | Valentine (1368-1408)   | Valentine (1368-1408)   | Valentine (1368-1408)   |                               |                               |                               |                               |                               |                               |                          |                          | Blanche Marie (1425-1468)    | Blanche Marie (1425-1468)    | Blanche Marie (1425-1468)    | Blanche Marie (1425-1468)    | Blanche Marie (1425-1468)    | Blanche Marie (1425-1468)    |                             |                             |                             |                             |                             |                             | Francesco Sforza (1401-1466)  | Francesco Sforza (1401-1466)  | Francesco Sforza (1401-1466)  | Francesco Sforza (1401-1466)  | Francesco Sforza (1401-1466)  | Francesco Sforza (1401-1466)  |
|                          |                          |                          |                          |                          |                          |  |  |  |  |  |  | Louis d'Orléans (1372-1407)     | Louis d'Orléans (1372-1407)     | Louis d'Orléans (1372-1407)     | Louis d'Orléans (1372-1407)     | Louis d'Orléans (1372-1407)     | Louis d'Orléans (1372-1407)     |  |  |                                |                                |                                |                                |                                |                                | Valentine (1368-1408)   | Valentine (1368-1408)   | Valentine (1368-1408)   | Valentine (1368-1408)   | Valentine (1368-1408)   | Valentine (1368-1408)   |                               |                               |                               |                               |                               |                               |                          |                          | Blanche Marie (1425-1468)    | Blanche Marie (1425-1468)    | Blanche Marie (1425-1468)    | Blanche Marie (1425-1468)    | Blanche Marie (1425-1468)    | Blanche Marie (1425-1468)    |                             |                             |                             |                             |                             |                             | Francesco Sforza (1401-1466)  | Francesco Sforza (1401-1466)  | Francesco Sforza (1401-1466)  | Francesco Sforza (1401-1466)  | Francesco Sforza (1401-1466)  | Francesco Sforza (1401-1466)  |
|                          |                          |                          |                          |                          |                          |  |  |  |  |  |  |                                 |                                 |                                 |                                 |                                 |                                 |  |  |                                |                                |                                |                                |                                |                                |                         |                         |                         |                         |                         |                         |                               |                               |                               |                               |                               |                               |                          |                          |                              |                              |                              |                              |                              |                              |                             |                             |                             |                             |                             |                             |                               |                               |                               |                               |                               |                               |
|                          |                          |                          |                          |                          |                          |  |  |  |  |  |  |                                 |                                 |                                 |                                 |                                 |                                 |  |  |                                |                                |                                |                                |                                |                                |                         |                         |                         |                         |                         |                         |                               |                               |                               |                               |                               |                               |                          |                          |                              |                              |                              |                              |                              |                              |                             |                             |                             |                             |                             |                             |                               |                               |                               |                               |                               |                               |
| Charles VI (1368-1422)   | Charles VI (1368-1422)   | Charles VI (1368-1422)   | Charles VI (1368-1422)   | Charles VI (1368-1422)   | Charles VI (1368-1422)   |  |  |  |  |  |  | Isabeau de Bavière (1371-1435)  | Isabeau de Bavière (1371-1435)  | Isabeau de Bavière (1371-1435)  | Isabeau de Bavière (1371-1435)  | Isabeau de Bavière (1371-1435)  | Isabeau de Bavière (1371-1435)  |  |  |                                |                                |                                |                                |                                |                                |                         |                         |                         |                         |                         |                         |                               |                               | Galéas Marie (1444-1476)      | Galéas Marie (1444-1476)      | Galéas Marie (1444-1476)      | Galéas Marie (1444-1476)      | Galéas Marie (1444-1476) | Galéas Marie (1444-1476) |                              |                              |                              |                              |                              |                              | Bonne de Savoie (1449-1503) | Bonne de Savoie (1449-1503) | Bonne de Savoie (1449-1503) | Bonne de Savoie (1449-1503) | Bonne de Savoie (1449-1503) | Bonne de Savoie (1449-1503) |                               |                               |                               |                               |                               |                               |
| Charles VI (1368-1422)   | Charles VI (1368-1422)   | Charles VI (1368-1422)   | Charles VI (1368-1422)   | Charles VI (1368-1422)   | Charles VI (1368-1422)   |  |  |  |  |  |  | Isabeau de Bavière (1371-1435)  | Isabeau de Bavière (1371-1435)  | Isabeau de Bavière (1371-1435)  | Isabeau de Bavière (1371-1435)  | Isabeau de Bavière (1371-1435)  | Isabeau de Bavière (1371-1435)  |  |  |                                |                                |                                |                                |                                |                                |                         |                         |                         |                         |                         |                         |                               |                               | Galéas Marie (1444-1476)      | Galéas Marie (1444-1476)      | Galéas Marie (1444-1476)      | Galéas Marie (1444-1476)      | Galéas Marie (1444-1476) | Galéas Marie (1444-1476) |                              |                              |                              |                              |                              |                              | Bonne de Savoie (1449-1503) | Bonne de Savoie (1449-1503) | Bonne de Savoie (1449-1503) | Bonne de Savoie (1449-1503) | Bonne de Savoie (1449-1503) | Bonne de Savoie (1449-1503) |                               |                               |                               |                               |                               |                               |
|                          |                          |                          |                          |                          |                          |  |  |  |  |  |  |                                 |                                 |                                 |                                 |                                 |                                 |  |  |                                |                                |                                |                                |                                |                                |                         |                         |                         |                         |                         |                         |                               |                               |                               |                               |                               |                               |                          |                          |                              |                              |                              |                              |                              |                              |                             |                             |                             |                             |                             |                             |                               |                               |                               |                               |                               |                               |
|                          |                          |                          |                          |                          |                          |  |  |  |  |  |  |                                 |                                 |                                 |                                 |                                 |                                 |  |  |                                |                                |                                |                                |                                |                                |                         |                         |                         |                         |                         |                         |                               |                               |                               |                               |                               |                               |                          |                          |                              |                              |                              |                              |                              |                              |                             |                             |                             |                             |                             |                             |                               |                               |                               |                               |                               |                               |
| Charles VII (1403-1461)  | Charles VII (1403-1461)  | Charles VII (1403-1461)  | Charles VII (1403-1461)  | Charles VII (1403-1461)  | Charles VII (1403-1461)  |  |  |  |  |  |  | Marie d'Anjou (1404-1463)       | Marie d'Anjou (1404-1463)       | Marie d'Anjou (1404-1463)       | Marie d'Anjou (1404-1463)       | Marie d'Anjou (1404-1463)       | Marie d'Anjou (1404-1463)       |  |  | Charles d'Orléans (1394-1465)  | Charles d'Orléans (1394-1465)  | Charles d'Orléans (1394-1465)  | Charles d'Orléans (1394-1465)  | Charles d'Orléans (1394-1465)  | Charles d'Orléans (1394-1465)  |                         |                         |                         |                         |                         |                         | Marie de Clèves (1426-1487)   | Marie de Clèves (1426-1487)   | Marie de Clèves (1426-1487)   | Marie de Clèves (1426-1487)   | Marie de Clèves (1426-1487)   | Marie de Clèves (1426-1487)   |                          |                          | Jean Galéas (1469-1494)      | Jean Galéas (1469-1494)      | Jean Galéas (1469-1494)      | Jean Galéas (1469-1494)      | Jean Galéas (1469-1494)      | Jean Galéas (1469-1494)      |                             |                             |                             |                             |                             |                             |                               |                               |                               |                               |                               |                               |
| Charles VII (1403-1461)  | Charles VII (1403-1461)  | Charles VII (1403-1461)  | Charles VII (1403-1461)  | Charles VII (1403-1461)  | Charles VII (1403-1461)  |  |  |  |  |  |  | Marie d'Anjou (1404-1463)       | Marie d'Anjou (1404-1463)       | Marie d'Anjou (1404-1463)       | Marie d'Anjou (1404-1463)       | Marie d'Anjou (1404-1463)       | Marie d'Anjou (1404-1463)       |  |  | Charles d'Orléans (1394-1465)  | Charles d'Orléans (1394-1465)  | Charles d'Orléans (1394-1465)  | Charles d'Orléans (1394-1465)  | Charles d'Orléans (1394-1465)  | Charles d'Orléans (1394-1465)  |                         |                         |                         |                         |                         |                         | Marie de Clèves (1426-1487)   | Marie de Clèves (1426-1487)   | Marie de Clèves (1426-1487)   | Marie de Clèves (1426-1487)   | Marie de Clèves (1426-1487)   | Marie de Clèves (1426-1487)   |                          |                          | Jean Galéas (1469-1494)      | Jean Galéas (1469-1494)      | Jean Galéas (1469-1494)      | Jean Galéas (1469-1494)      | Jean Galéas (1469-1494)      | Jean Galéas (1469-1494)      |                             |                             |                             |                             |                             |                             |                               |                               |                               |                               |                               |                               |
|                          |                          |                          |                          |                          |                          |  |  |  |  |  |  |                                 |                                 |                                 |                                 |                                 |                                 |  |  |                                |                                |                                |                                |                                |                                |                         |                         |                         |                         |                         |                         |                               |                               |                               |                               |                               |                               |                          |                          |                              |                              |                              |                              |                              |                              |                             |                             |                             |                             |                             |                             |                               |                               |                               |                               |                               |                               |
|                          |                          |                          |                          |                          |                          |  |  |  |  |  |  |                                 |                                 |                                 |                                 |                                 |                                 |  |  |                                |                                |                                |                                |                                |                                |                         |                         |                         |                         |                         |                         |                               |                               |                               |                               |                               |                               |                          |                          |                              |                              |                              |                              |                              |                              |                             |                             |                             |                             |                             |                             |                               |                               |                               |                               |                               |                               |
| Louis XI (1423-1483)     | Louis XI (1423-1483)     | Louis XI (1423-1483)     | Louis XI (1423-1483)     | Louis XI (1423-1483)     | Louis XI (1423-1483)     |  |  |  |  |  |  | Charlotte de Savoie (1440-1483) | Charlotte de Savoie (1440-1483) | Charlotte de Savoie (1440-1483) | Charlotte de Savoie (1440-1483) | Charlotte de Savoie (1440-1483) | Charlotte de Savoie (1440-1483) |  |  |                                |                                |                                |                                |                                |                                |                         |                         |                         |                         |                         |                         |                               |                               |                               |                               |                               |                               |                          |                          |                              |                              |                              |                              |                              |                              |                             |                             |                             |                             |                             |                             |                               |                               |                               |                               |                               |                               |
| Louis XI (1423-1483)     | Louis XI (1423-1483)     | Louis XI (1423-1483)     | Louis XI (1423-1483)     | Louis XI (1423-1483)     | Louis XI (1423-1483)     |  |  |  |  |  |  | Charlotte de Savoie (1440-1483) | Charlotte de Savoie (1440-1483) | Charlotte de Savoie (1440-1483) | Charlotte de Savoie (1440-1483) | Charlotte de Savoie (1440-1483) | Charlotte de Savoie (1440-1483) |  |  |                                |                                |                                |                                |                                |                                |                         |                         |                         |                         |                         |                         |                               |                               |                               |                               |                               |                               |                          |                          |                              |                              |                              |                              |                              |                              |                             |                             |                             |                             |                             |                             |                               |                               |                               |                               |                               |                               |
|                          |                          |                          |                          |                          |                          |  |  |  |  |  |  |                                 |                                 |                                 |                                 |                                 |                                 |  |  |                                |                                |                                |                                |                                |                                |                         |                         |                         |                         |                         |                         |                               |                               |                               |                               |                               |                               |                          |                          |                              |                              |                              |                              |                              |                              |                             |                             |                             |                             |                             |                             |                               |                               |                               |                               |                               |                               |
|                          |                          |                          |                          |                          |                          |  |  |  |  |  |  |                                 |                                 |                                 |                                 |                                 |                                 |  |  |                                |                                |                                |                                |                                |                                |                         |                         |                         |                         |                         |                         |                               |                               |                               |                               |                               |                               |                          |                          |                              |                              |                              |                              |                              |                              |                             |                             |                             |                             |                             |                             |                               |                               |                               |                               |                               |                               |
| Charles VIII (1470-1498) | Charles VIII (1470-1498) | Charles VIII (1470-1498) | Charles VIII (1470-1498) | Charles VIII (1470-1498) | Charles VIII (1470-1498) |  |  |  |  |  |  | Anne de Bretagne (1477-1514)    | Anne de Bretagne (1477-1514)    | Anne de Bretagne (1477-1514)    | Anne de Bretagne (1477-1514)    | Anne de Bretagne (1477-1514)    | Anne de Bretagne (1477-1514)    |  |  |                                |                                |                                |                                |                                |                                | Louis XII (1462-1515)   | Louis XII (1462-1515)   | Louis XII (1462-1515)   | Louis XII (1462-1515)   | Louis XII (1462-1515)   | Louis XII (1462-1515)   |                               |                               |                               |                               |                               |                               |                          |                          | Béatrice d'Este (1475-1497)  | Béatrice d'Este (1475-1497)  | Béatrice d'Este (1475-1497)  | Béatrice d'Este (1475-1497)  | Béatrice d'Este (1475-1497)  | Béatrice d'Este (1475-1497)  |                             |                             |                             |                             |                             |                             | Ludovic Sforza (1452-1508)    | Ludovic Sforza (1452-1508)    | Ludovic Sforza (1452-1508)    | Ludovic Sforza (1452-1508)    | Ludovic Sforza (1452-1508)    | Ludovic Sforza (1452-1508)    |
| Charles VIII (1470-1498) | Charles VIII (1470-1498) | Charles VIII (1470-1498) | Charles VIII (1470-1498) | Charles VIII (1470-1498) | Charles VIII (1470-1498) |  |  |  |  |  |  | Anne de Bretagne (1477-1514)    | Anne de Bretagne (1477-1514)    | Anne de Bretagne (1477-1514)    | Anne de Bretagne (1477-1514)    | Anne de Bretagne (1477-1514)    | Anne de Bretagne (1477-1514)    |  |  |                                |                                |                                |                                |                                |                                | Louis XII (1462-1515)   | Louis XII (1462-1515)   | Louis XII (1462-1515)   | Louis XII (1462-1515)   | Louis XII (1462-1515)   | Louis XII (1462-1515)   |                               |                               |                               |                               |                               |                               |                          |                          | Béatrice d'Este (1475-1497)  | Béatrice d'Este (1475-1497)  | Béatrice d'Este (1475-1497)  | Béatrice d'Este (1475-1497)  | Béatrice d'Este (1475-1497)  | Béatrice d'Este (1475-1497)  |                             |                             |                             |                             |                             |                             | Ludovic Sforza (1452-1508)    | Ludovic Sforza (1452-1508)    | Ludovic Sforza (1452-1508)    | Ludovic Sforza (1452-1508)    | Ludovic Sforza (1452-1508)    | Ludovic Sforza (1452-1508)    |
|                          |                          |                          |                          |                          |                          |  |  |  |  |  |  |                                 |                                 |                                 |                                 |                                 |                                 |  |  |                                |                                |                                |                                |                                |                                |                         |                         |                         |                         |                         |                         |                               |                               |                               |                               |                               |                               |                          |                          |                              |                              |                              |                              |                              |                              |                             |                             |                             |                             |                             |                             |                               |                               |                               |                               |                               |                               |
|                          |                          |                          |                          |                          |                          |  |  |  |  |  |  |                                 |                                 |                                 |                                 |                                 |                                 |  |  |                                |                                |                                |                                |                                |                                |                         |                         |                         |                         |                         |                         |                               |                               |                               |                               |                               |                               |                          |                          |                              |                              |                              |                              |                              |                              |                             |                             |                             |                             |                             |                             |                               |                               |                               |                               |                               |                               |
|                          |                          |                          |                          |                          |                          |  |  |  |  |  |  |                                 |                                 |                                 |                                 |                                 |                                 |  |  |                                |                                |                                |                                |                                |                                |                         |                         |                         |                         |                         |                         |                               |                               |                               |                               |                               |                               |                          |                          | Maximilien (1493-1530/52)    | Maximilien (1493-1530/52)    | Maximilien (1493-1530/52)    | Maximilien (1493-1530/52)    | Maximilien (1493-1530/52)    | Maximilien (1493-1530/52)    |                             |                             |                             |                             |                             |                             | François II (1495-1535)       | François II (1495-1535)       | François II (1495-1535)       | François II (1495-1535)       | François II (1495-1535)       | François II (1495-1535)       |